# Bailleval
Bailleval est une commune française située dans le département de l'Oise, en région Hauts-de-France.
Ses habitants sont appelés les Baillevalois et les Baillevaloises.

## Géographie

### Description

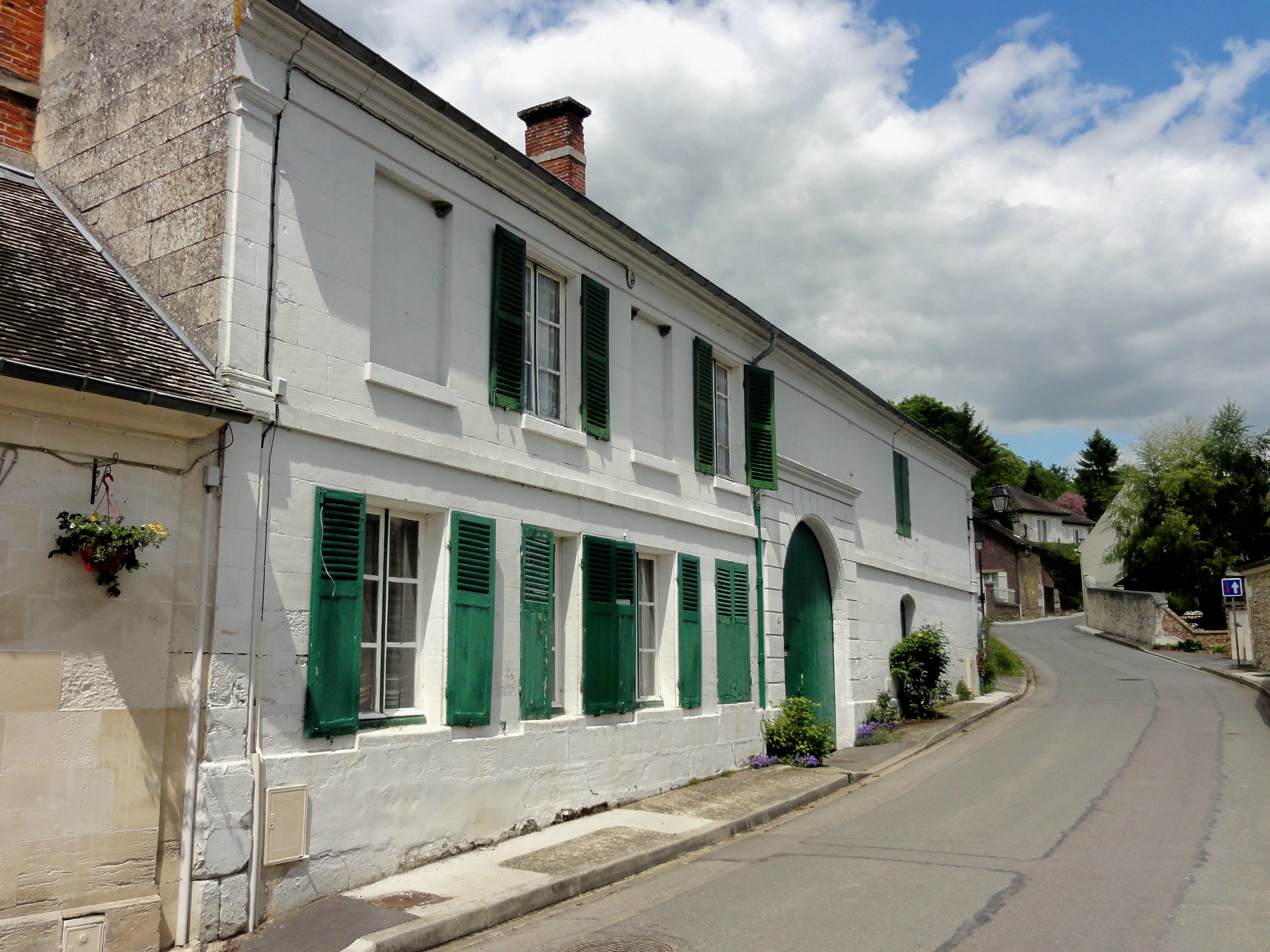
Paysage de la commune : la Grande-Rue.

À vol d'oiseau, la commune se situe à 62 kilomètres au sud d'Amiens, à 29 kilomètres à l'est de Beauvais, à 28 kilomètres à l'ouest de Compiègne et à 55 kilomètres au nord de Paris. Sa superficie est d'environ 800 hectares.
Le territoire est divisé de l'est à l'ouest par un vallon qui descend de la montagne de Liancourt, en s'évasant vers la Brêche. La commune est située dans la vallée Dorée, s'étendant sur la partie basse, à flanc de coteau et aussi sur une partie de la Montagne ou Plateau de Liancourt. Elle s'étend de 42 mètres d'altitude allée des Fresnes, près de la rencontre de Bailleval, Liancourt et Rantigny, à 161 mètres dans le bois des Côtes, à la limite communale avec Catenoy. Le hameau de Sénécourt se trouve à 50 mètres, Louveaucourt à 49 mètres, Cagneux à 60 mètres, tandis que le chef-lieu et Béthencourt se trouvent aux alentours de 80 mètres d'altitude. Le relief laisse apparaître des altitudes assez différentes. La route départementale 540, au moulin de Sénécourt, se trouve à 46 mètres, la D 62 à sa sortie de Breuil-le-Sec à 55 mètres, la pointe de la Tête du Gâtinois culmine à 124 mètres, le hameau de Demi-Lune, à 143 mètres et les Trois Bornes, point de jonction, également dans le bois des Côtes, de Bailleval, Breuil-le-Sec et Nointel, à 146 mètres d'altitude.
Les coteaux de la montagne de Liancourt sont formés d'une masse sablonneuse couronnée par des bancs de roche calcaire. Le sable est gris-verdâtre, quelquefois roux, mêlé de paillettes de mica et de grains verts. Le versant de la vallée de la Brêche ne diffère en rien à ces derniers. Le vallon de Bailleval est creusé presque entièrement dans le sable. Le hameau de Sénécourt est sur du sable jaune, le chef-lieu sur du sable à rognons tuberculeux, ainsi que Béthencourt. On voit au-dessus la roche mêlée de sable et de calcaire qui forme toujours le banc inférieur du calcaire exploitable. Le talus des coteaux est couvert d'un dépôt sablonneux faisant terrasse, qui paraît avoir été transporté ou remanié par les eaux. On y trouve beaucoup de petits galets, et en plusieurs lieux des lits ou amas de coquilles fossiles brisées pareilles à celles qui accompagnent les lignites du Soissonnais. Elles sont très abondantes dans les marais de Béthencourt-Saint-Nicolas. La vallée de la Brêche est presque entièrement constituée par le terrain tourbeux. La commune se situe en zone de sismicité 1.

### Communes limitrophes
| Breuil-le-Vert | Breuil-le-Sec, Nointel | Catenoy   |
|                | Bailleval              | Labruyère |
| Rantigny       | Liancourt              | Rosoy     |

### Hydrographie
La rivière de la Brêche, sous-affluent de la Seine par l'Oise  constitue la limite occidentale du territoire, en passant par le hameau de Sénécourt. Le tracé d'un de ses méandres a été restitué sur 200 m. entre Bailleval et Breuil-le-Vert en 2020 afin de restaurer le lit du cours d’eau et la continuité écologique.
La vallée est aussi parcourue, depuis 1635, par le lit artificiel de la Béronnelle, venant de Breuil-le-Sec et se dirigeant vers Liancourt. Ce canal longe en partie le pied de la colline de Sénécourt et suit jusqu'à Louveaucourt l'emplacement du mur construit, en limite du marais, par les troupes de César en 51 av. J.-C.. Il reçoit les eaux qui descendent du coteau occidental de la Montagne de Liancourt par le ruisselet du Tartarin, qui passe à Sénécourt, et par le ruisseau du Pont-Mathieu, dont le confluent est à Louveaucourt. Celui-ci  grossi le fossé du Grand Marais de Béthencourt, ou fossé du Marais et par le fossé des Aulnes, qui draine le vallon et recueille les eaux des sources ou fontaines des Acquets, de Cagneux, des Rémés et de Saint-Nicolas.
Dans les années 1960, le syndicat intercommunal de la vallée de la Brêche proposait d'apporter à toute partie humide de Bailleval et des communes voisines de modifier le tracé de la Béronnelle et redresser le lit de la Brêche en assainissant cette importante portion du terroir. Elles devaient permettre la remise en culture d'une étendue de terrain que le manque d'entretien des fossés et rivières a peu à peu rendu incultivable. Le fond de la vallée de la Brêche, entre cette dernière et la Béronnelle, comprend de nombreux étangs. On peut également signaler deux mares près du hameau de Béthencourt, ainsi qu'au lieu-dit le Trou du Prêtre. Les zones les plus basses du territoire se situent au-dessus de nappes phréatiques sous-affleurantes.

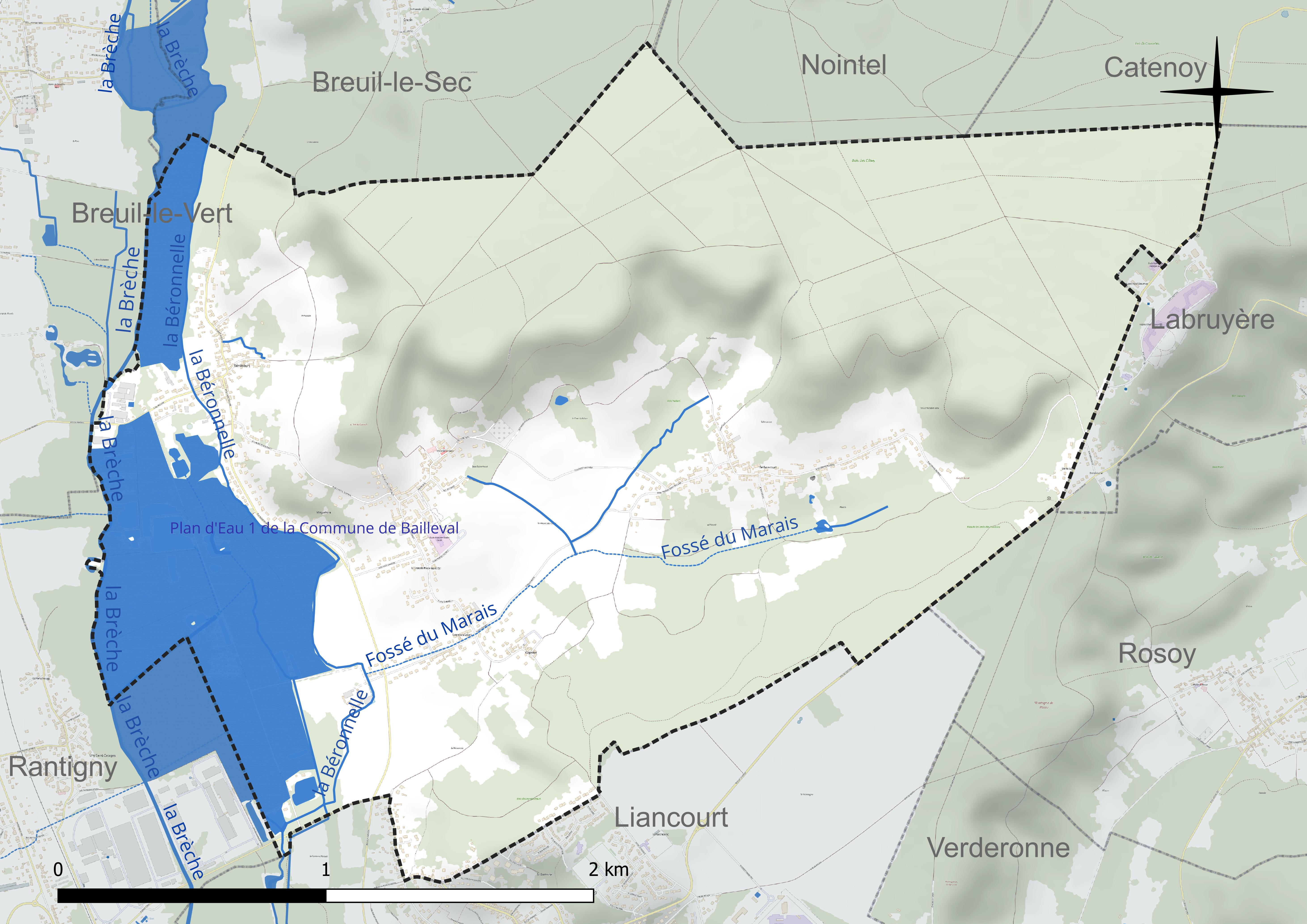
Réseau hydrographique de Bailleval.

### Voies de communications et transports
- Réseau routier

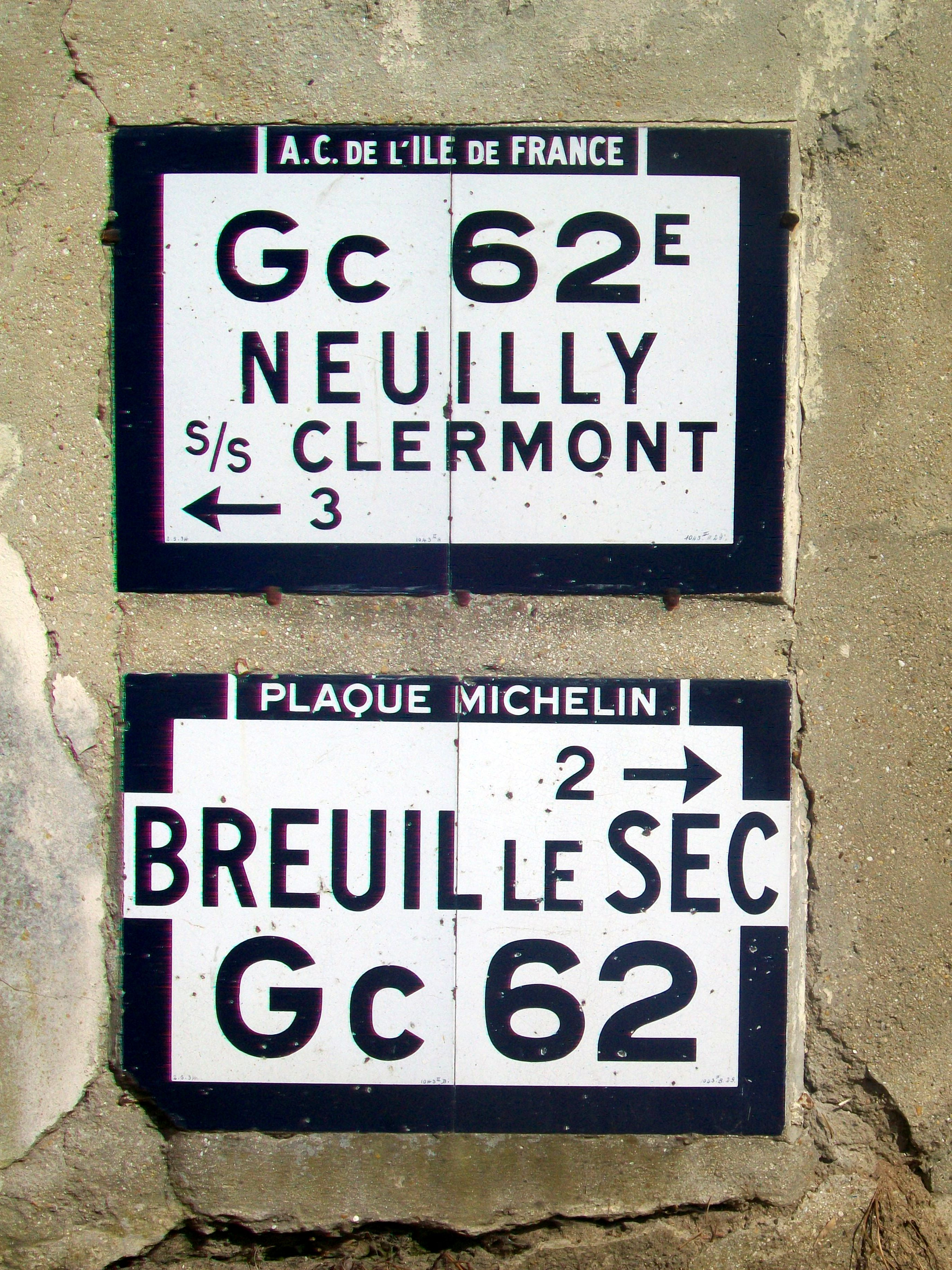
Plaques Michelin à Sénécourt.

Sur le plan des voies de communication, deux routes départementales sont présentes au sein de la commune : la D 62 et la D 540. La route départementale 62, reliant Breuil-le-Sec à Monchy-Saint-Éloi, traverse la commune du nord au sud par Louveaucourt et Sénécourt (rues Le Souguehain, de l'Hôtellerie et Saint-Maurice) et mène vers Liancourt au sud et Clermont au nord. La route départementale 540 (ancienne D 62E), depuis la rue du Moulin, à Sénécourt, rejoint la D 110 à Neuilly-sous-Clermont. Les hameaux de Bailleval, Louveaucourt et Béthencourt sont accessibles par des voies communales. En quittant Béthencourt par l'est, l'on peut rejoindre rapidement l'hôpital Paul-Doumer, sur la commune voisine de Labruyère, ainsi que la D 137 vers Liancourt au sud et la RN 31 au nord.
Concernant les transports en commun routiers, Bailleval est desservie, en 2023, par les lignes 631, 6241, 6317, 6318, 6353 et 6355 du réseau interurbain de l'Oise.
- Réseau ferré

Bailleval ne dispose d'aucune gare, mais la ligne Paris-Amiens longe les bordures de la commune à l'Ouest.
La gare la plus proche est la gare de Liancourt-Rantigny, à une distance de 2,5 km environ. Elle dispose de dessertes régulières vers Paris et Amiens. Elle permet également de relier les autres villes du département, comme Saint-Just-en-Chaussée au Nord ou Laigneville, Creil, Chantilly, Coye-la-Forêt au Sud.
Les gares de Creil et de Clermont, mieux desservies encore, sont également rapidement accessibles. La gare de Creil est la principale gare ferroviaire de Picardie, accueillant des TER Hauts-de-France, des Transiliens et la ligne D du RER.
La gare TGV la plus proche est celle de l’Aéroport de Roissy, puis celle de Paris Gare du Nord et Paris Gare de l'Est, facilement accessible en TER depuis Liancourt ou en RER depuis Creil. Le projet de LGV Picardie-Roissy concernerait les habitants de Bailleval, leur permettant de relier Roissy et Amiens plus rapidement depuis Creil.
- Réseau aérien

L'aéroport de Beauvais-Tillé se trouve à 28 km à l'ouest et l'aéroport Roissy-Charles-de-Gaulle est situé à 41 km au sud.

### Climat
Pour des articles plus généraux, voir Climat des Hauts-de-France et Climat de l'Oise.
En 2010, le climat de la commune est de type climat océanique dégradé des plaines du Centre et du Nord, selon une étude du CNRS s'appuyant sur une série de données couvrant la période 1971-2000. En 2020, Météo-France publie une typologie des climats de la France métropolitaine dans laquelle la commune est exposée à un climat océanique et est dans la région climatique  Nord-est du bassin Parisien, caractérisée par un ensoleillement médiocre, une pluviométrie moyenne régulièrement répartie au cours de l’année et un hiver froid (3 °C). 
Pour la période 1971-2000, la température annuelle moyenne est de 10,7 °C, avec une amplitude thermique annuelle de 14,7 °C. Le cumul annuel moyen de précipitations est de 690 mm, avec 11,2 jours de précipitations en janvier et 8,1 jours en juillet. Pour la période 1991-2020, la température moyenne annuelle observée sur la station météorologique la plus proche, située sur la commune de Creil à 10 km à vol d'oiseau, est de 11,2 °C et le cumul annuel moyen de précipitations est de 662,2 mm,. Pour l'avenir, les paramètres climatiques de la commune estimés pour 2050 selon différents scénarios d'émission de gaz à effet de serre sont consultables sur un site dédié publié par Météo-France en novembre 2022.

### Milieux naturels

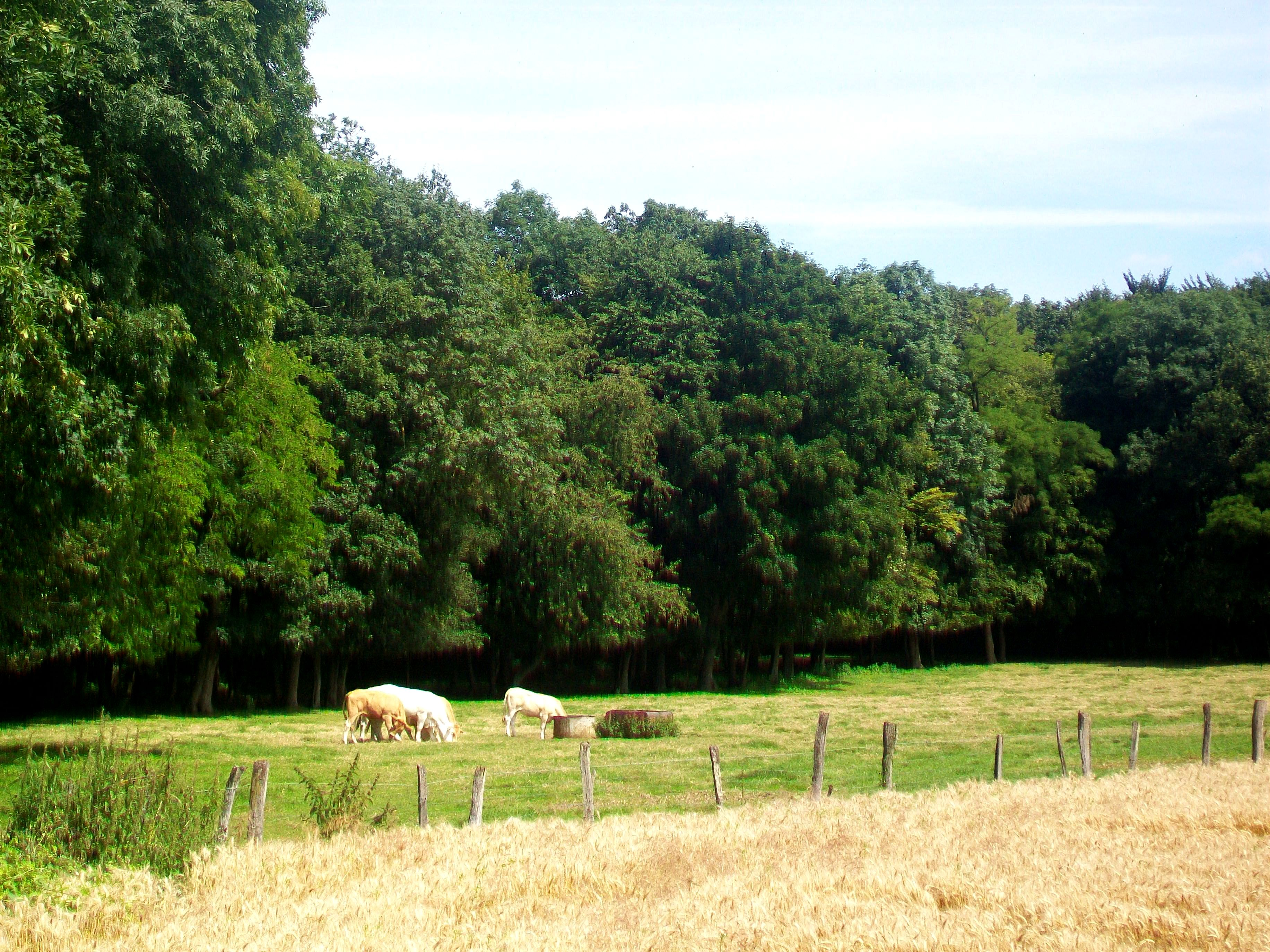
Pature en bordure de bois près de Liancourt.

Seuls 9 % de la surface de la commune est urbanisé sur 70 hectares. Bailleval possède une importante superficie d'espaces boisés (71 % du territoire sur 570 hectares), depuis le fond de la vallée de la Brêche et jusqu'aux sommets des coteaux du Bois des Côtes (bois de Louveaucourt, bois de la Cavée des Meuniers, Bois Hubert). Les espaces marécageux, notamment près de Sénécourt s'étendent sur 12 hectares. On comptabilise enfin 12,5 d'espaces cultivés sur 100 hectares ainsi que 43 hectares de vergers et prairies,.
Les marais de la Brêche, entre Sénécourt et Uny-Saint-Georges, constituent une zone naturelle d'intérêt écologique, faunistique et floristique de type 1, de même que le bois des Côtes. Ces écosystèmes se trouvent également sur le passage de plusieurs corridors écologiques potentiels et d'un biocorridor de grande faune (sanglier, chevreuil, cerf).

## Urbanisme

### Typologie
Au 1er janvier 2024, Bailleval est catégorisée commune rurale à habitat dispersé, selon la nouvelle grille communale de densité à sept niveaux définie par l'Insee en 2022.
Elle est située hors unité urbaine. Par ailleurs la commune fait partie de l'aire d'attraction de Paris, dont elle est une commune de la couronne,. 

### Occupation des sols
L'occupation des sols de la commune, telle qu'elle ressort de la base de données européenne d’occupation biophysique des sols Corine Land Cover (CLC), est marquée par l'importance des forêts et milieux semi-naturels (68,4 % en 2018), en diminution par rapport à 1990 (69,6 %). La répartition détaillée en 2018 est la suivante : 
forêts (68,4 %), zones urbanisées (17,7 %), terres arables (13,9 %). L'évolution de l’occupation des sols de la commune et de ses infrastructures peut être observée sur les différentes représentations cartographiques du territoire : la carte de Cassini (XVIIIe siècle), la carte d'état-major (1820-1866) et les cartes ou photos aériennes de l'IGN pour la période actuelle (1950 à aujourd'hui).

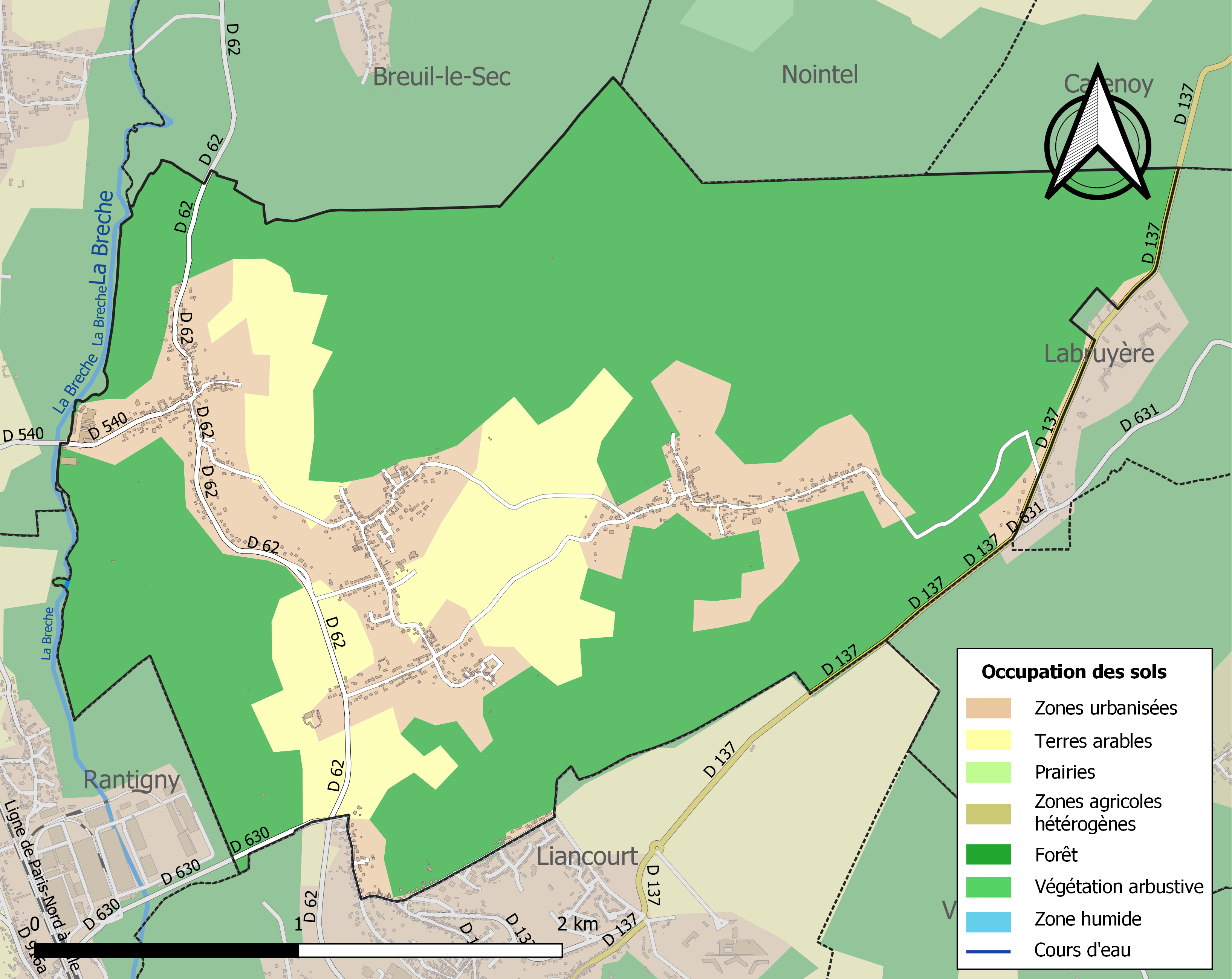
Carte des infrastructures et de l'occupation des sols de la commune en 2018 (CLC).

### Morphologie urbaine
Bailleval est une commune résidentielle à caractère rural, en dehors de toute grande agglomération. La Biche-aux-Bois est un écart, désormais habité de façon permanente par seulement cinq habitants répartis dans deux maisons au milieu des Fresnes et des étangs poissonneux. Cagneux est très proche de Louveaucourt. Le hameau de Demi-Lune ne possède que des habitations récentes construites en limite de commune, en bordure de la D 137, parmi les bois de la colline. La Maladrerie, a vu le nombre de ses habitations augmenter rapidement, en bordure des deux voies qui séparent Bailleval de Liancourt. Les maisons anciennes de Sénécourt sont maintenant accompagnées de nombreuses habitations modernes.

### Hameaux et lieux-dits
La commune de Bailleval est composée de nombreux hameaux et lieux-dits, en complément du chef-lieu,.
- Sénécourt, au nord-ouest, dans la vallée de la Brêche

Le hameau de Sénécourt
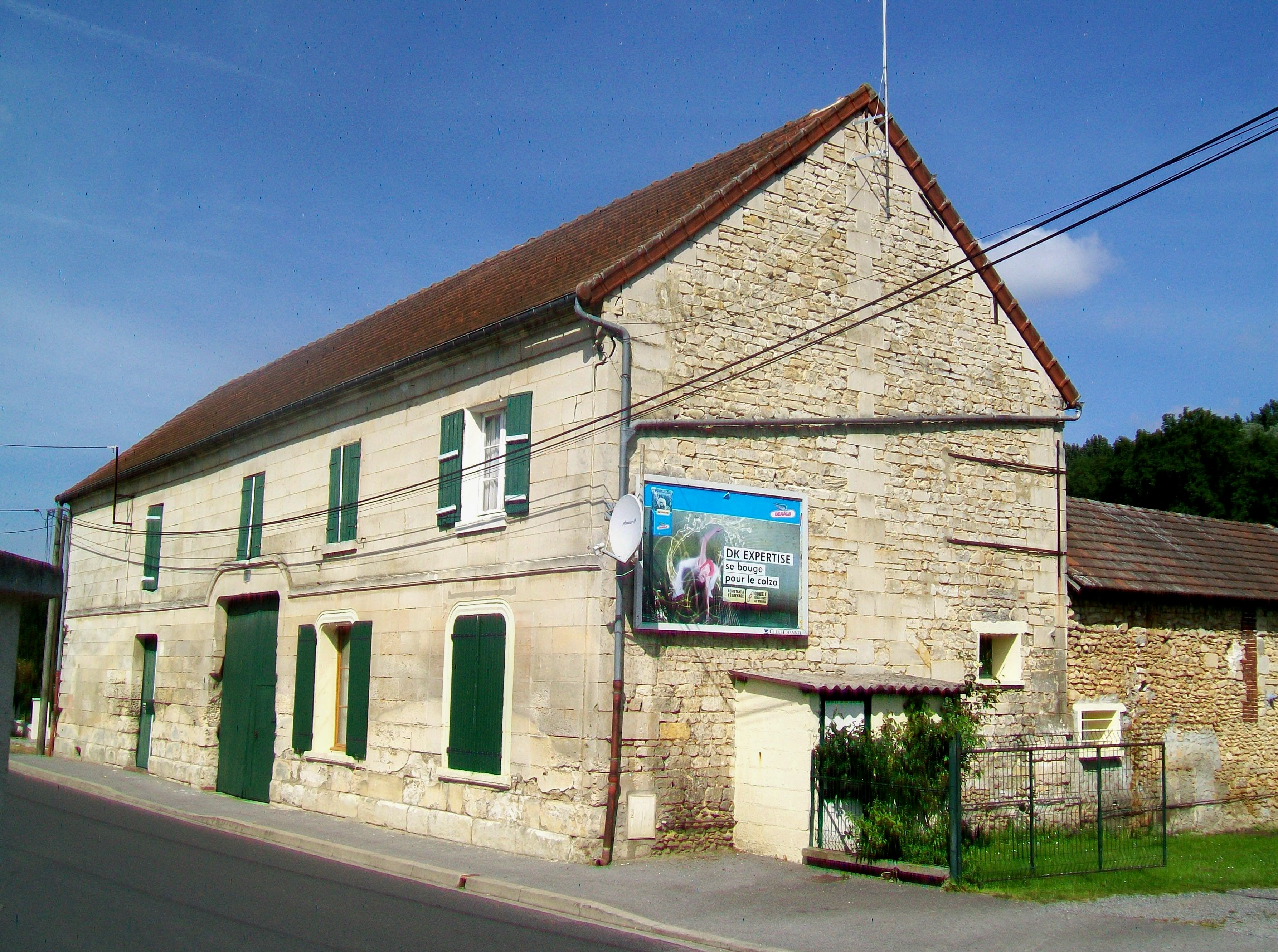
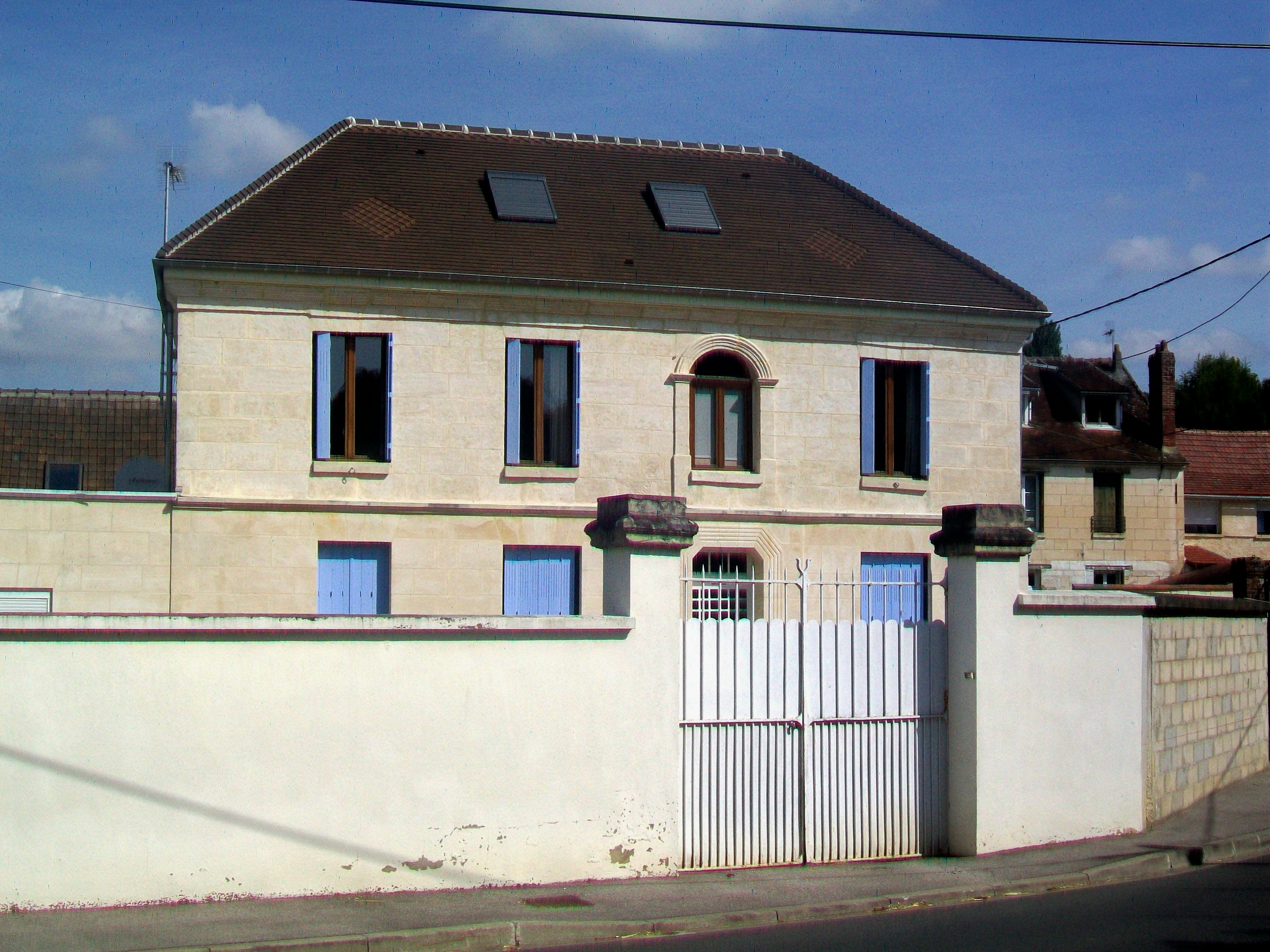
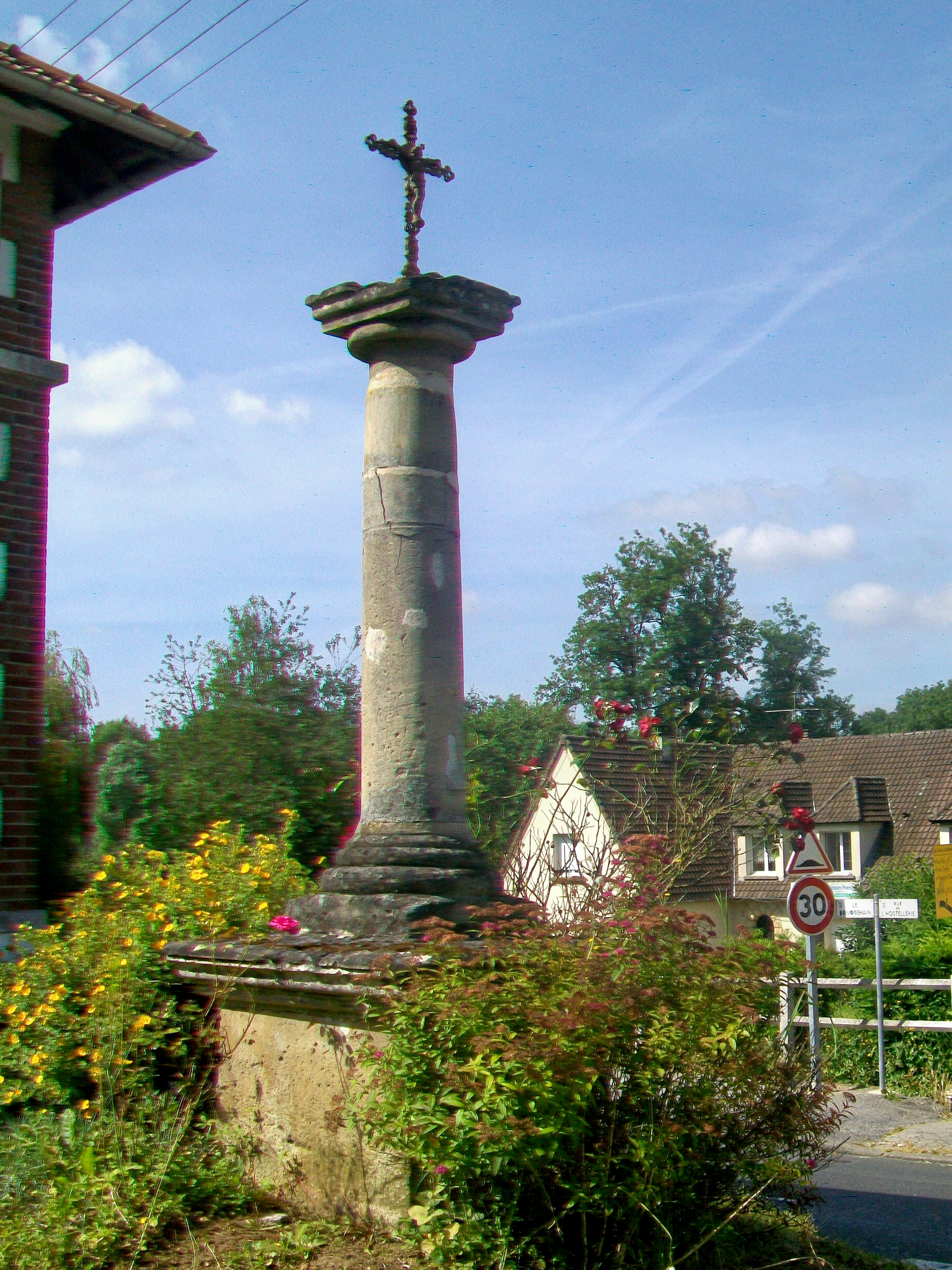

- Louveaucourt, au sud du village
- Béthencourt, à l'est, au pied du bois des Côtes

Le hameau de Béthencourt
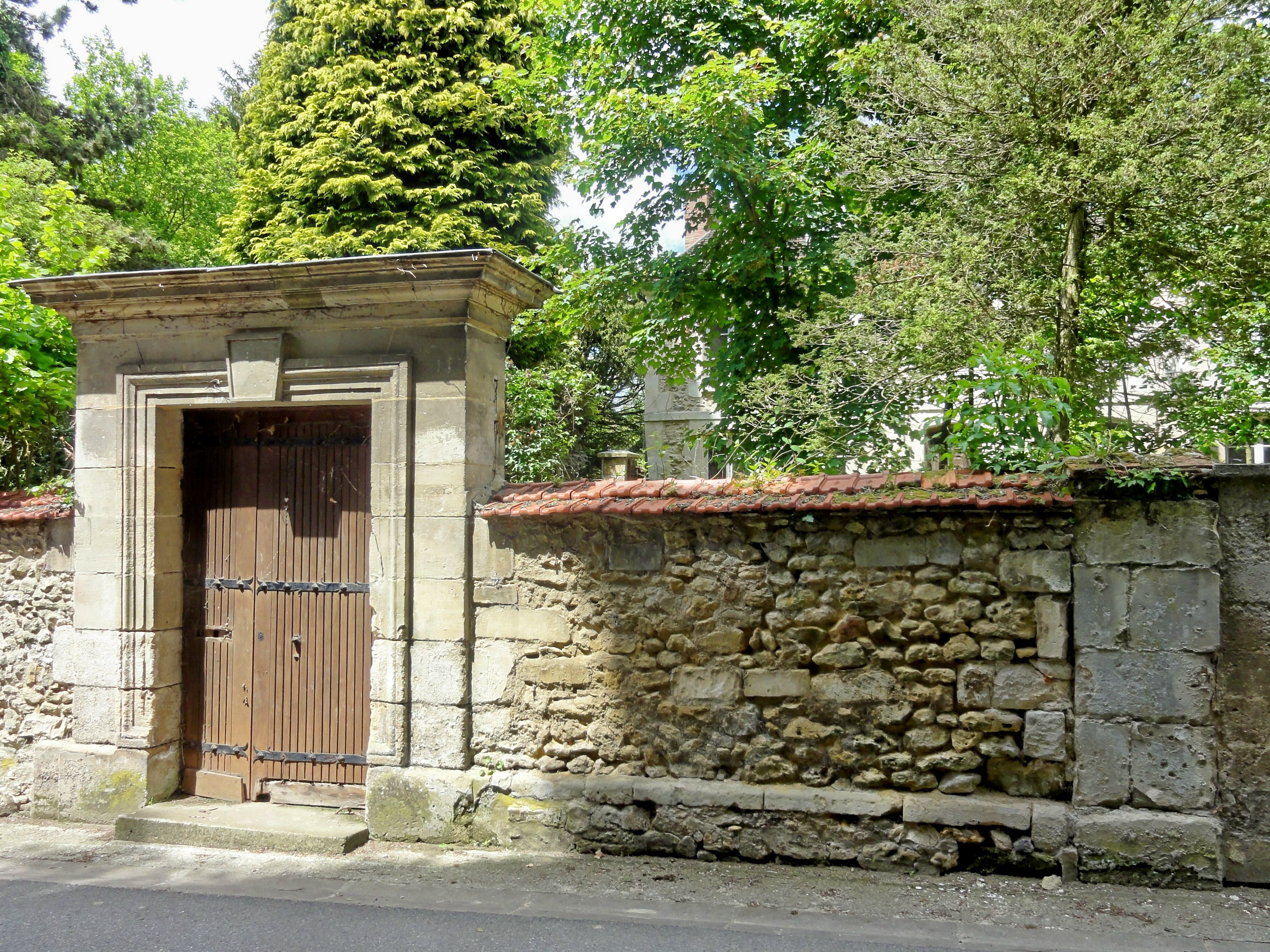
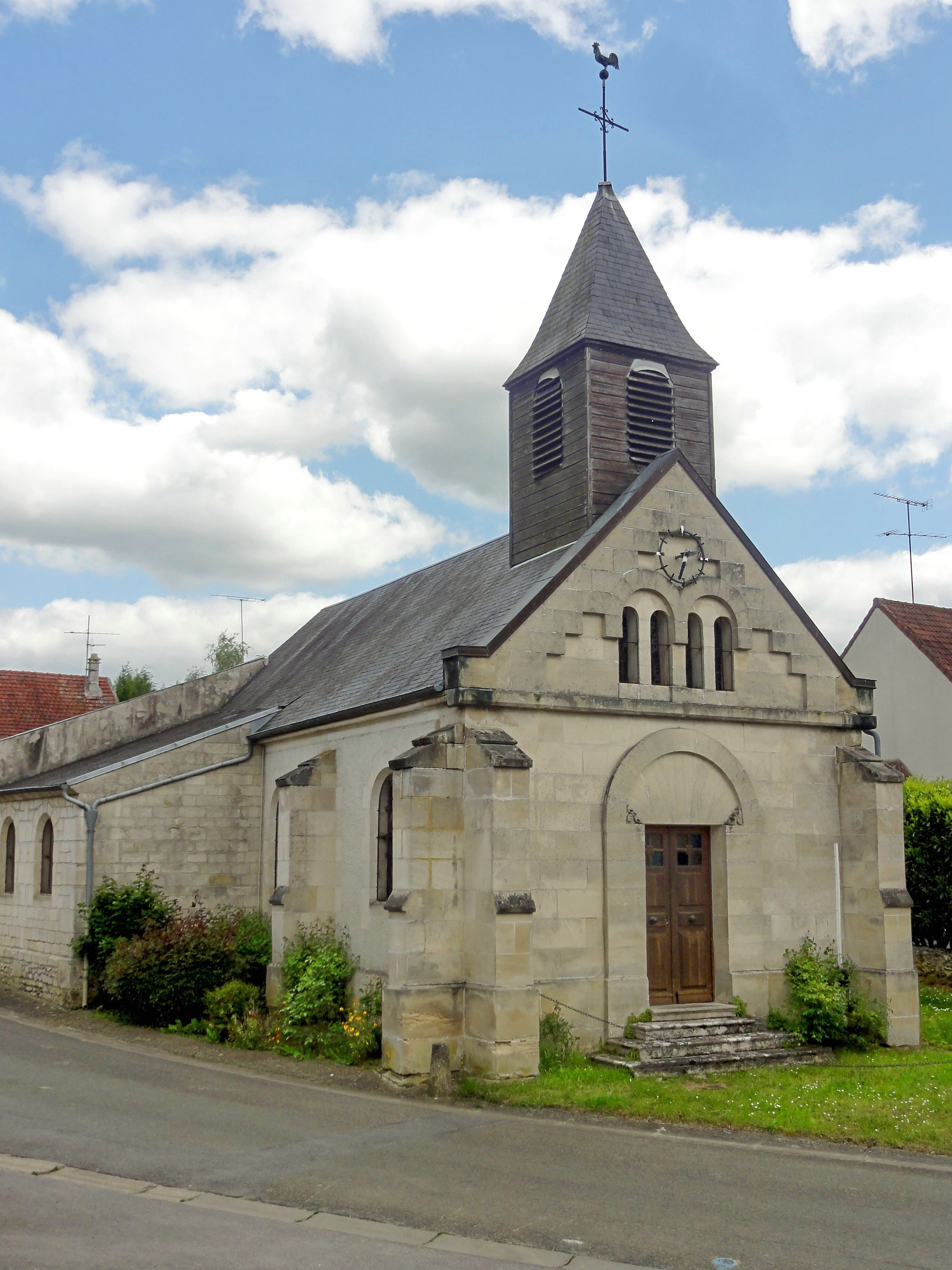
Chapelle Saint-Nicolas
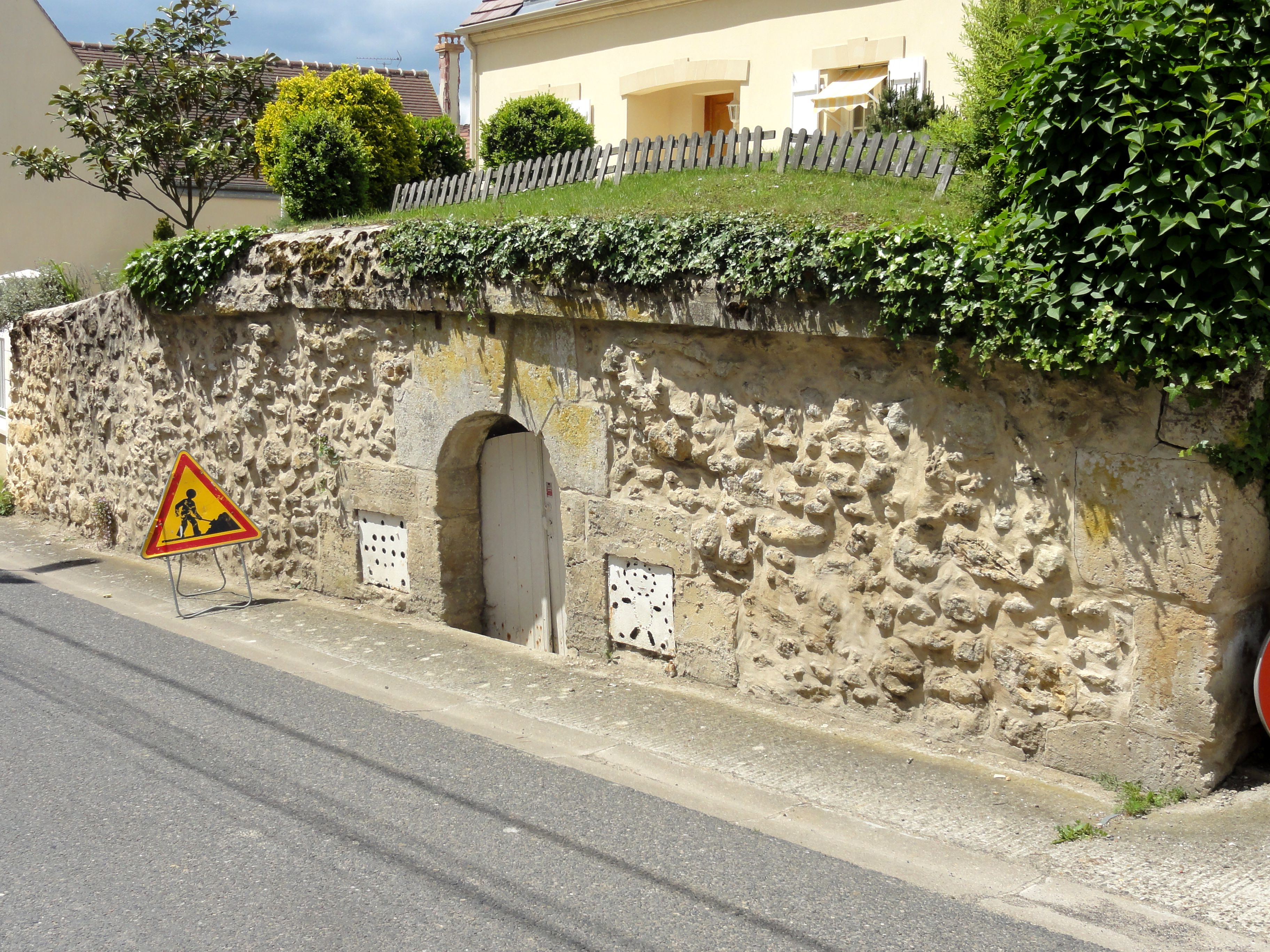
Cave externe

- Cagneux, près de Louveaucourt
- Demi-Lune, établi sur la D 137, à la limite communale avec Labruyère
- La Maladrerie, confondu avec l'agglomération de Liancourt
- La Biche-aux-Bois.

### Habitat et logement
En 2018, le nombre total de logements dans la commune était de 641, alors qu'il était de 599 en 2013 et de 570 en 2008.
Parmi ces logements, 94,1 % étaient des résidences principales, 2,2 % des résidences secondaires et 3,7 % des logements vacants. Ces logements étaient pour 95,5 % d'entre eux des maisons individuelles et pour 4,4 % des appartements.
Le tableau ci-dessous présente la typologie des logements à Bailleval en 2018 en comparaison avec celle de l'Oise et de la France entière. Une caractéristique marquante du parc de logements est ainsi une proportion de résidences secondaires et logements occasionnels (2,2 %) inférieure à celle du département (2,5 %) mais supérieure à celle de la France entière (9,7 %). Concernant le statut d'occupation de ces logements, 86,2 % des habitants de la commune sont propriétaires de leur logement (90,3 % en 2013), contre 61,4 % pour l'Oise et 57,5 pour la France entière.
| Typologie                                               | Bailleval | Oise | France entière |
| ------------------------------------------------------- | --------- | ---- | -------------- |
| Résidences principales (en %)                           | 94,1      | 90,4 | 82,1           |
| Résidences secondaires et logements occasionnels (en %) | 2,2       | 2,5  | 9,7            |
| Logements vacants (en %)                                | 3,7       | 7,1  | 8,2            |

## Toponymie
Le nom de la localité est attesté sous les formes Balioli vallem (vers 537) ; Bactilione valle (689) ; Balioli vallis (VIIe) ; Bagtlonis vallis (770) ; Ballicino (vers 820) ; Ballis vallis (863) ; in Balliava valle (873) ; in Ballicino valle (vers 875) ; Ballonis vallis (875) ; de Baillonis valle (XIe) ; Baillioli vallem (XIe) ; Bactilione vallis (1147) ; Baillonval (1152) ; Baillonis vallis (1164) ; Ballia (1186) ; Ballis (vers 1190) ; apud Baillonval (1220) ; de baillonval (1194) ; Ballenval (1243) ; de Baillionval (XIIIe) ; le prieur de Baillenval (1281) ; Ballonval (vers 1350) ; Balva (vers 1360) ; Baillenval (1373) ; Baillenval en Beauvoisis (1374) ; Balliavallis (1375) ; Baillava vallis (1375) ; Bailloval (1380) ; Balleval (XIVe) ; Baillaval (1454) ; Baillevalle (1651) ; Bailleva (1724) ; Baillevaux (1667) ; Bailval (1765) ; Bailleval (1840).

Baillvô en picard.
Ce toponyme est issu d'un dérivé du picard et de l'ancien français baille, un retranchement, une palissade. On retrouve la même étymologie pour Bailly (le Bel) et Bailleul (sur-Thérain), deux autres lieux qui ont également joué un rôle dans la campagne de Jules César en 51 avant J.C.. Georges Matherat, qui a beaucoup étudié les lieux, en particulier lors de ses travaux sur le Grand Camp romain du Bois des Côtes, pense que le nom de Baliolum (du celtique Baliodalos, latinisé en Balioialum) signifie retranchements et se rapporte précisément à la vaste zone qui s'étend au-dessus du village et en constitue toute la limite nord. 
La terminaison Val pourrait provenir d'un nom de personne suivi du mot val (vallon), à cause du vallon de Béthencourt-Bailleval qui pénètre profondément dans le territoire[Information douteuse]. 
Les noms de Béthencourt, Louveaucourt et Sénécourt indiquent qu'il s'agit d'anciens lieux mérovingiens. Un jugement de Clovis III, de 693 ou 694, concernait une propriété foncière appelée « Baddane-curtis » (du nom de Baddo), d'où dériverait le mot Béthencourt-Nicolas.

Cagneux (Caigneus, Caignu dans le pays) tire son nom du chêne, arbre nombreux dans les bois voisins. Louveaucourt s'appelait autrefois « Louviancourt ».
 
Les noms de la Lune et Demi-Lune viennent de la forme des deux carrefours d'où partent divers chemins qui sont d'origine romaine.

La Maladrerie s'explique simplement par le fait qu'il y avait autrefois une maladrerie en ce lieu.
 
Sénécourt se nommait Sennecourt au XVe siècle puis Senescourt.

## Politique et administration

### Rattachements administratifs et électoraux
La commune se trouve depuis 1942 dans l'arrondissement de Clermont du département de l'Oise. Pour l'élection des députés, elle fait partie depuis 2012 de la septième circonscription de l'Oise.
Elle faisait partie depuis 1802 du canton de Liancourt. Dans le cadre du redécoupage cantonal de 2014 en France, elle intègre le canton de Clermont.

### Intercommunalité
La commune fait partie de la communauté de communes du Liancourtois Vallée Dorée, créée en 1963.

### Liste des maires
| Période                                  | Période                         | Identité         | Étiquette | Qualité                                                                                   |
| ---------------------------------------- | ------------------------------- | ---------------- | --------- | ----------------------------------------------------------------------------------------- |
| Les données manquantes sont à compléter. |                                 |                  |           |                                                                                           |
| avant 1981                               |                                 | Jean Sellier     | DVG       |                                                                                           |
| Les données manquantes sont à compléter. |                                 |                  |           |                                                                                           |
| 1990                                     | mars 2001                       | Jean Granados    |           |                                                                                           |
| mars 2001                                | mars 2008                       | Gérard Humbert   | PS        |                                                                                           |
| mars 2008                                | En cours (au 23 septembre 2021) | Olivier Ferreira | DVG       | Président de la CC du Liancourtois Vallée Dorée (2008 → ) Réélu pour le mandat 2020-2026, |

## Équipements et services publics
Inaugurée en 2014 à l'occasion de l'aménagement du centre-bourg, la boulangerie devient l'unique commerce de proximité de la commune. Dans le cadre d'un partenariat organisé par la municipalité, la boutique sert de point de retrait de fruits et légumes commandés à l'avance aux  Jardins de Sacy, et, pour la viande, à la Boucherie des Gourmets de Liancourt.
La commune s'est dotée en 2000 d'un pôle multifonctions comprenant une salle des fêtes et de quatre salles destinées notamment aux  associations de la commune, pour un coût de 7 500 000 FRF.

## Population et société

### Démographie

#### Évolution démographique
L'évolution du nombre d'habitants est connue à travers les recensements de la population effectués dans la commune depuis 1793. Pour les communes de moins de 10 000 habitants, une enquête de recensement portant sur toute la population est réalisée tous les cinq ans, les populations de référence des années intermédiaires étant quant à elles estimées par interpolation ou extrapolation. Pour la commune, le premier recensement exhaustif entrant dans le cadre du nouveau dispositif a été réalisé en 2008.

En 2022, la commune comptait 1 477 habitants, en évolution de −0,54 % par rapport à 2016 (Oise : +0,87 %, France hors Mayotte : +2,11 %).
| 1793 | 1800 | 1806 | 1821 | 1831 | 1836 | 1841 | 1846 | 1851 |
| ---- | ---- | ---- | ---- | ---- | ---- | ---- | ---- | ---- |
| 280  | 345  | 358  | 342  | 540  | 542  | 545  | 537  | 545  |

| 1856 | 1861 | 1866 | 1872 | 1876 | 1881 | 1886 | 1891 | 1896 |
| ---- | ---- | ---- | ---- | ---- | ---- | ---- | ---- | ---- |
| 577  | 613  | 647  | 649  | 633  | 637  | 662  | 604  | 621  |

| 1901 | 1906 | 1911 | 1921 | 1926 | 1931 | 1936 | 1946 | 1954 |
| ---- | ---- | ---- | ---- | ---- | ---- | ---- | ---- | ---- |
| 608  | 572  | 552  | 549  | 533  | 574  | 527  | 517  | 529  |

| 1962 | 1968 | 1975 | 1982  | 1990  | 1999  | 2006  | 2008  | 2013  |
| ---- | ---- | ---- | ----- | ----- | ----- | ----- | ----- | ----- |
| 643  | 646  | 873  | 1 044 | 1 332 | 1 421 | 1 458 | 1 469 | 1 471 |

| 2018  | 2022  | - | - | - | - | - | - | - |
| ----- | ----- | - | - | - | - | - | - | - |
| 1 468 | 1 477 | - | - | - | - | - | - | - |

#### Pyramide des âges
La population de la commune est relativement jeune.
En 2018, le taux de personnes d'un âge inférieur à 30 ans s'élève à 33,4 %, soit en dessous de la moyenne départementale (37,3 %). À l'inverse, le taux de personnes d'âge supérieur à 60 ans est de 24,1 % la même année, alors qu'il est de 22,8 % au niveau départemental.
En 2018, la commune comptait 729 hommes pour 739 femmes, soit un taux de 50,34 % de femmes, légèrement inférieur au taux départemental (51,11 %).
Les pyramides des âges de la commune et du département s'établissent comme suit.
| Hommes | Classe d’âge | Femmes |
| ------ | ------------ | ------ |
| 0,0    | 90 ou +      | 0,9    |
| 5,9    | 75-89 ans    | 5,5    |
| 18,4   | 60-74 ans    | 17,5   |
| 24,3   | 45-59 ans    | 25,2   |
| 17,4   | 30-44 ans    | 18,1   |
| 15,0   | 15-29 ans    | 16,0   |
| 19,1   | 0-14 ans     | 16,8   |

| Hommes | Classe d’âge | Femmes |
| ------ | ------------ | ------ |
| 0,5    | 90 ou +      | 1,4    |
| 5,5    | 75-89 ans    | 7,6    |
| 15,6   | 60-74 ans    | 16,3   |
| 20,8   | 45-59 ans    | 20     |
| 19,4   | 30-44 ans    | 19,4   |
| 17,6   | 15-29 ans    | 16,2   |
| 20,6   | 0-14 ans     | 19,1   |

### Manifestations culturelles et festivités
- Le salon artisanal et gastronomique de Bailleval, organisé sous l'égide de la municipalité, et dont la neuvième édition a eu lieu en mai 2019[39].

- Une transhumance de moutons a eu lieu à Bailleval en septembre 2019, en prélude au concours de chiens de berger organisé sous l'égide de la Fédération cynologique internationale[40],

## Culture locale et patrimoine

### Lieux et monuments
- Église Saint-Martin : Étant donné l'ancienneté du village, l'église romane actuelle succède sans doute à un édifice plus ancien. Elle est dédiée à saint Martin de Tours. 
Sa partie la plus ancienne est la seconde travée du chœur, et date des années 1120. Elle possède l'une des voûtes d'ogives les plus anciennes du département, et l'extérieur se signale en outre par sa décoration soignée et inhabituelle. La première travée du chœur date des années 1140, et est également voûtée d'ogives dès l'origine, mais plus sobre à l'extérieur. La grande nef non voûtée ne devrait, en toute logique, pas être antérieure. L'on note l'absence de clocher au-dessus de la première travée du chœur, contrairement à l'usage du  XIIe siècle et au XIIIe siècle dans le Beauvaisis : il devait donc y avoir un clocher roman à l'emplacement du clocher gothique du milieu du XIIIe siècle, précédé par une petite nef à l'emplacement du bas-côté édifié également au XIIIe siècle, ou quelque temps après. 
Le clocher, d'un aspect majestueux car visible en intégralité depuis le sud, est l'un des meilleurs exemples des clochers rayonnants dans la région, avec Angicourt et Agnetz. Peu de temps après son achèvement, la chapelle de la Vierge a été ajoutée dans l'angle avec le chœur. Tant la base du clocher que la chapelle ont été revoûtées après la guerre de Cent Ans, dans le style gothique flamboyant, et deux fenêtres ont été refaites dans le même style. 
Ainsi, l'église Saint-Martin est assez hétérogène, ce qui n'enlève rien à ses qualités esthétiques. Plus dommageables sont la perte de la totalité des chapiteaux romans, et la restauration peu respectueuse de la voûte de la seconde travée du chœur. 
Pour sa vaste nef lambrissée, ses voûtes romanes, son chevet et son clocher, l'église de Bailleval est pour autant un édifice remarquable, qui n'est pas encore classé ou inscrit au titre des monuments historiques à cette date[41],[42].
Le clocher a été restauré en 2018, et doté de quatre chimères, dont trois nouvelles, représentant les quatre cavaliers de l'Apocalypse[43].

L'église Saint-Martin
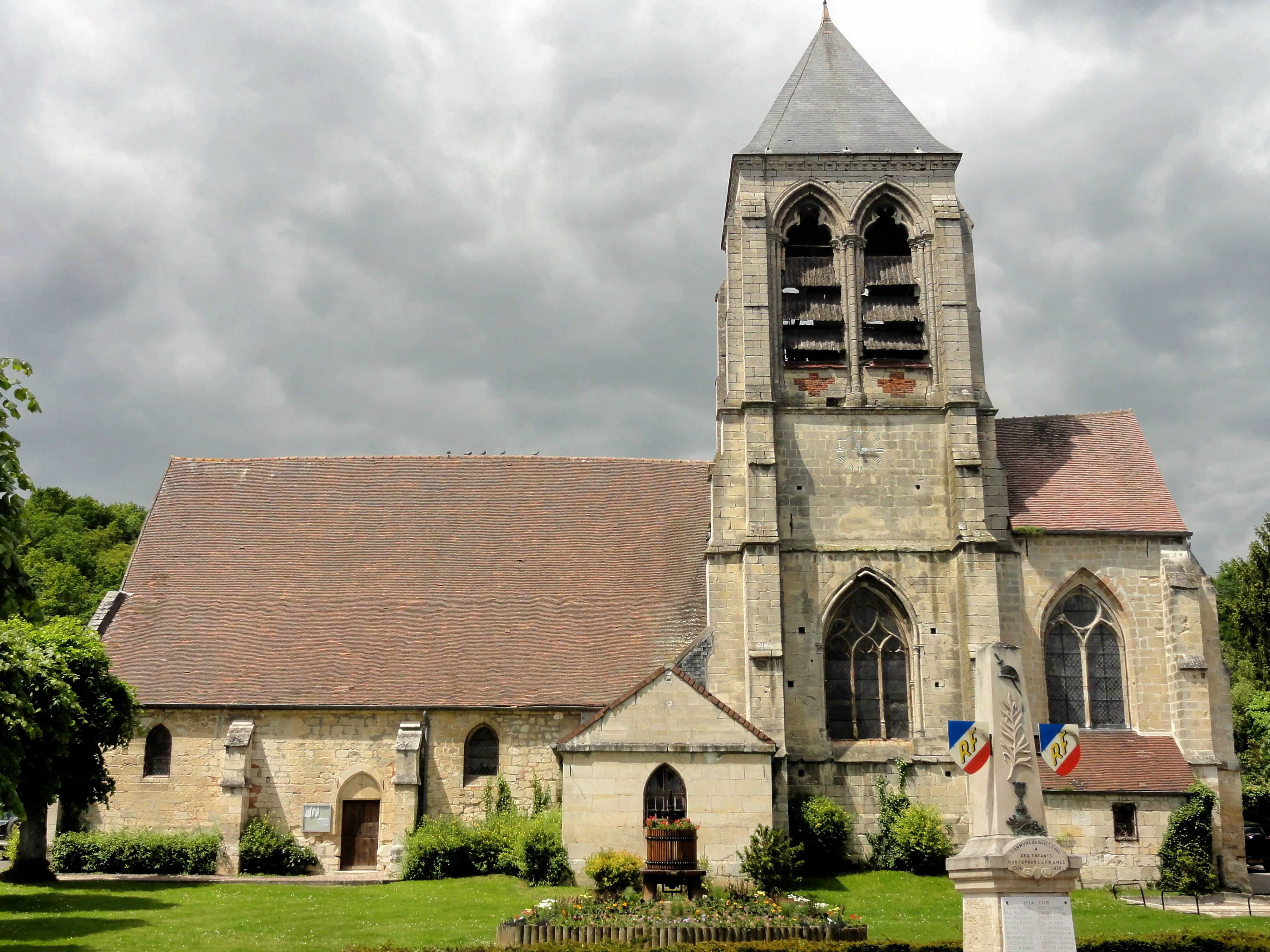
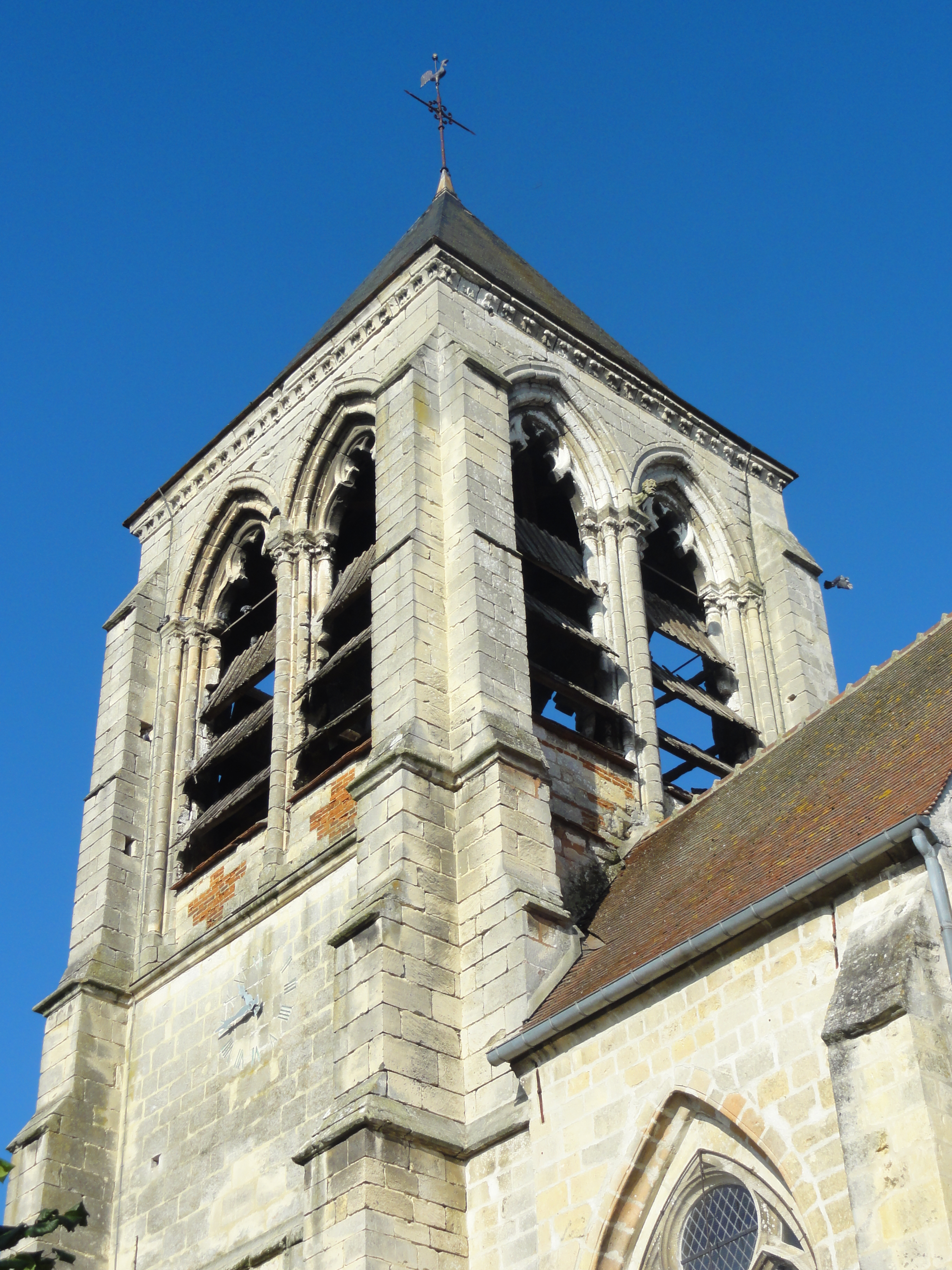
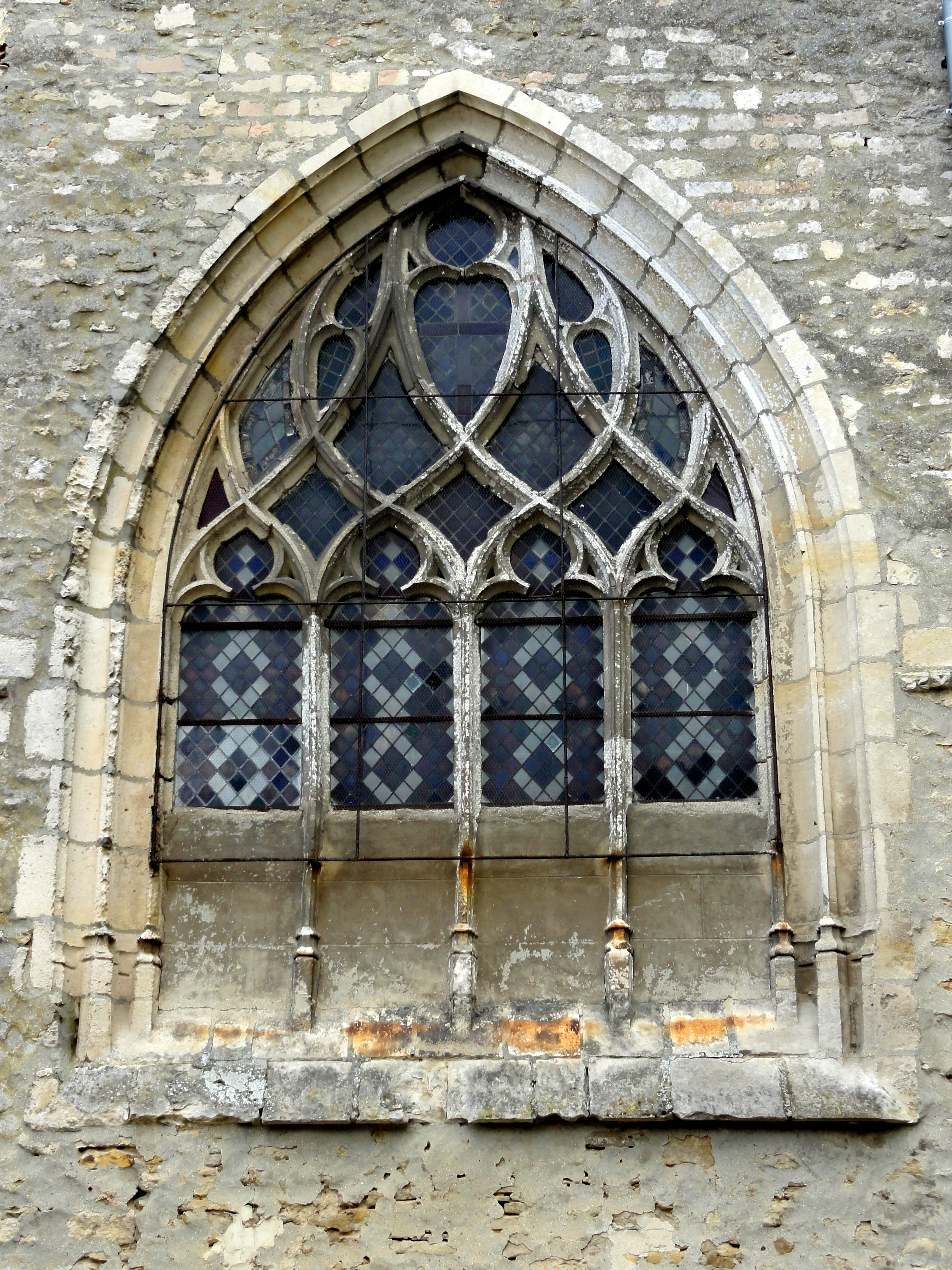
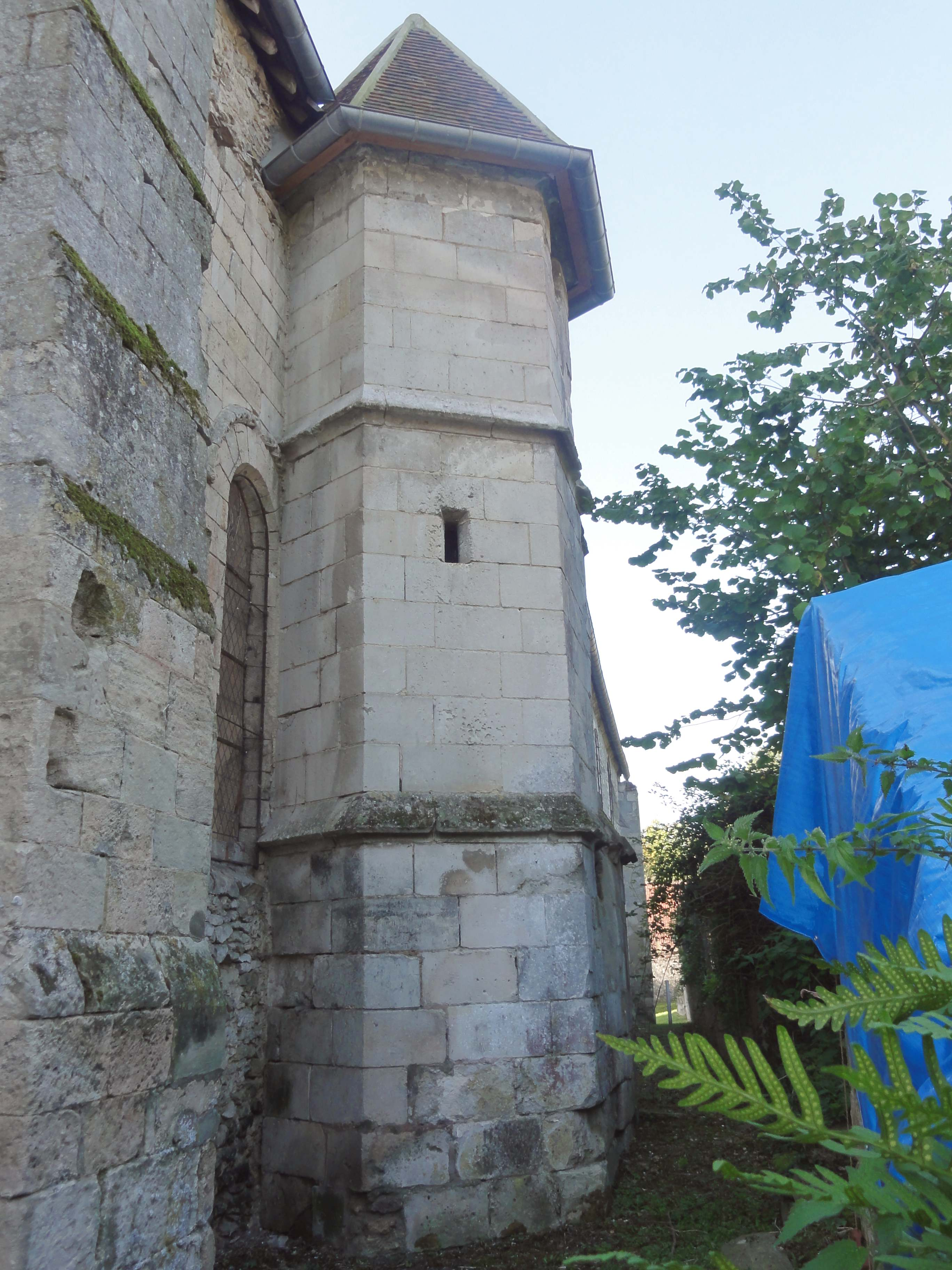
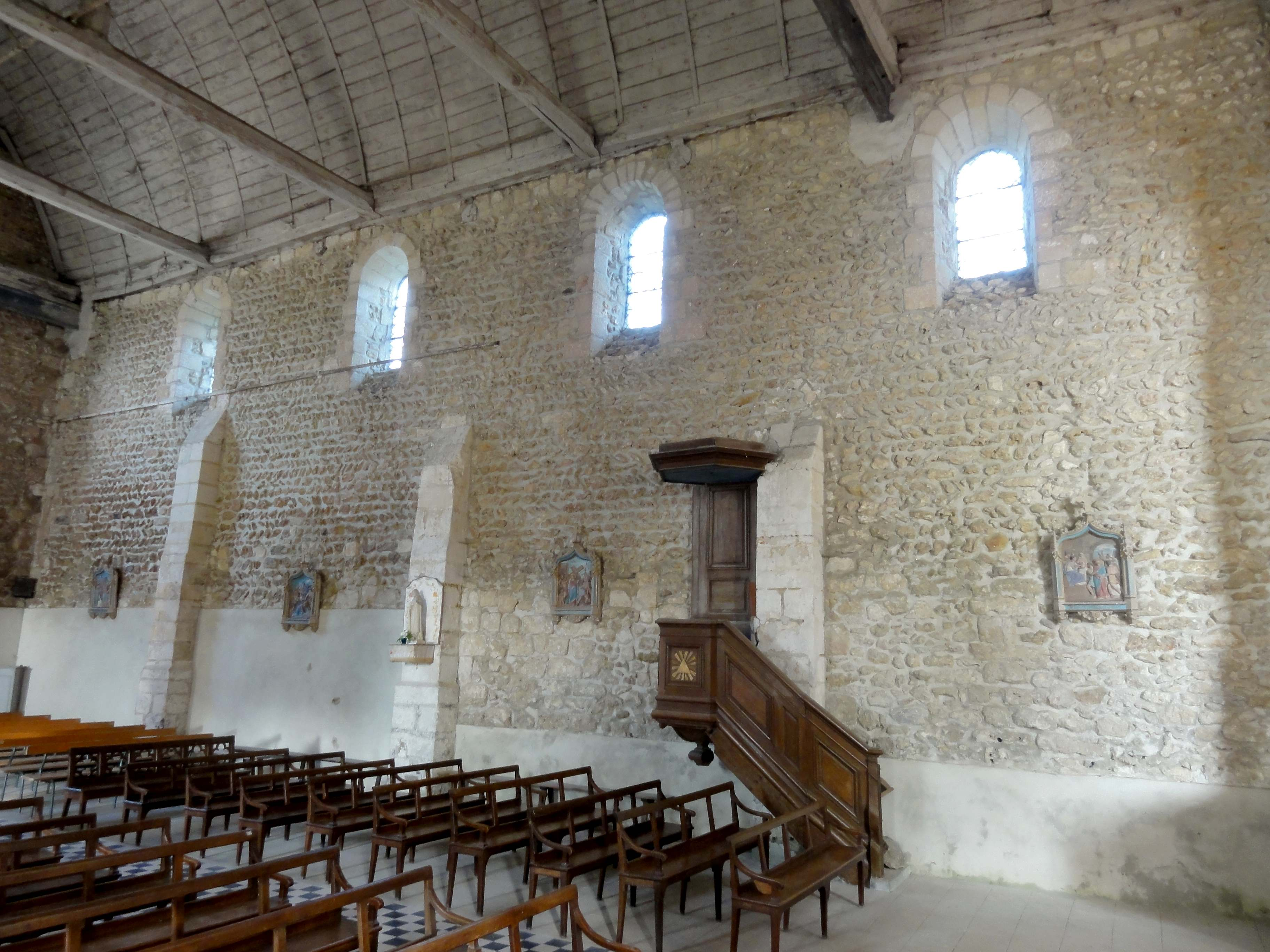
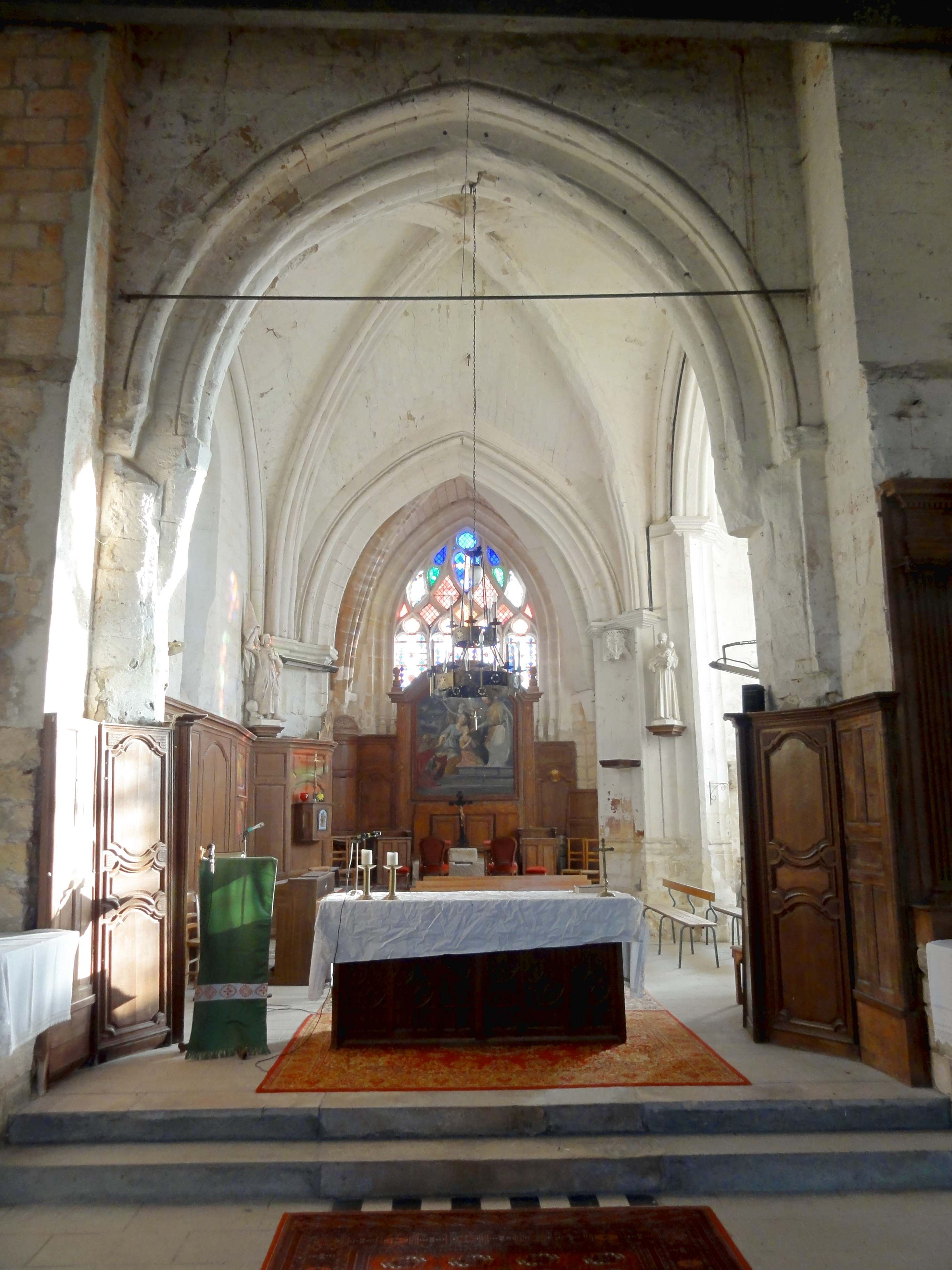

- Croix de cimetière : elle est appuyée sur un grand socle octogonal, dont chaque face présente une ogive trilobée, couronnée d'un fronton[42]. Le socle supporte une colonne se rajeunissant vers le haut, qui quant à elle porte un simple crucifix en fer.
- Moulin de Sénécourt : Mentionné pour la première fois en 1264, après avoir longtemps produit farine et huile, il travaille aujourd'hui pour l'industrie, mais n'utilise plus l'eau de la Brêche. Il traite l'aluminium dans une usine transférée depuis Rantigny.
- Calvaire au hameau de Sénécourt.
- Croix de chemin entre Bailleval et le hameau de Béthencourt.
- Chapelle Saint-Nicolas du hameau de Béthencourt.
- Château de Béthencourt (non visible depuis le domaine public), légué à la commune par le carrossier André Lecoq[44] .

Le château de Béthencourt
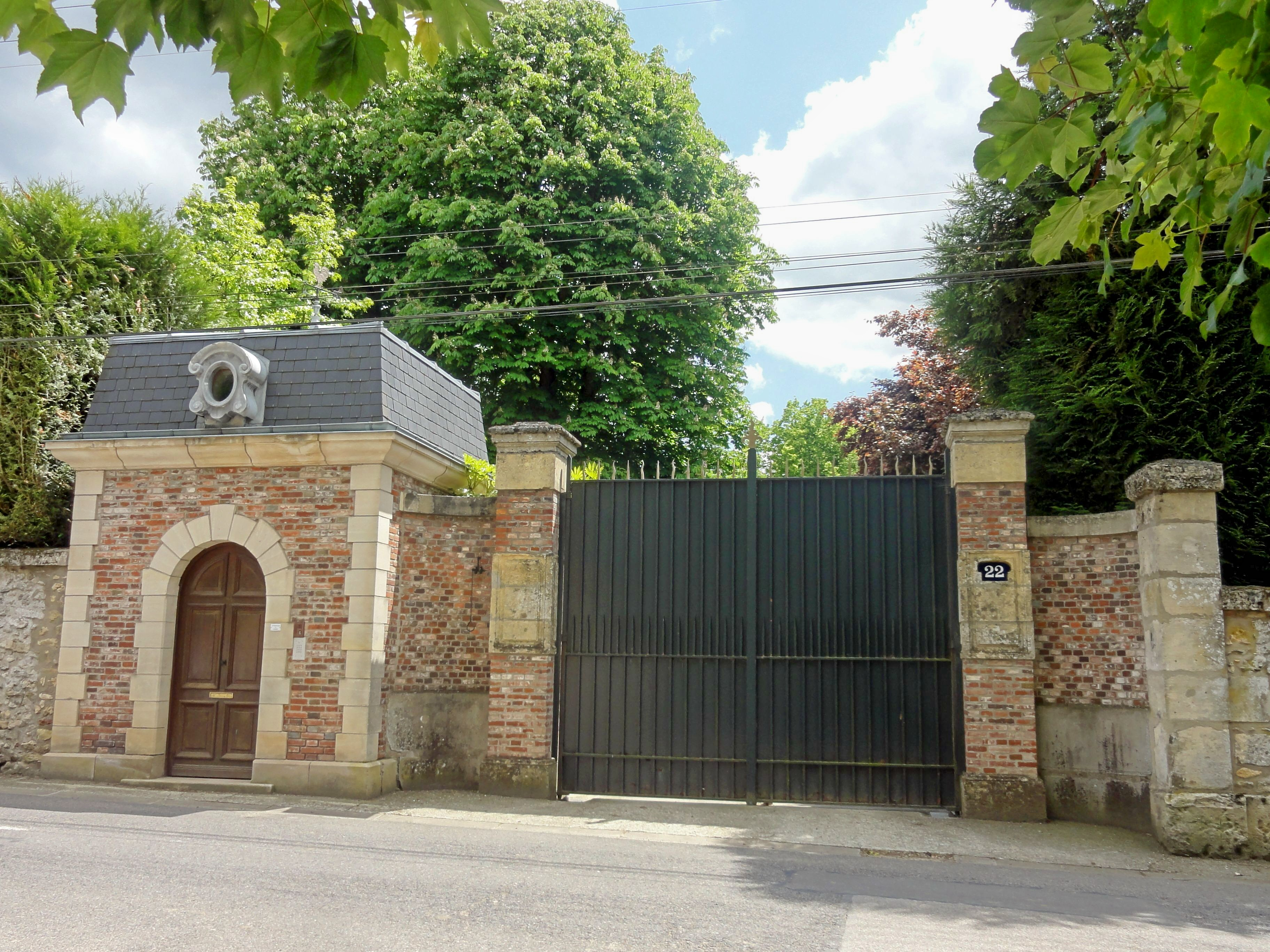
Le portail d'entrée
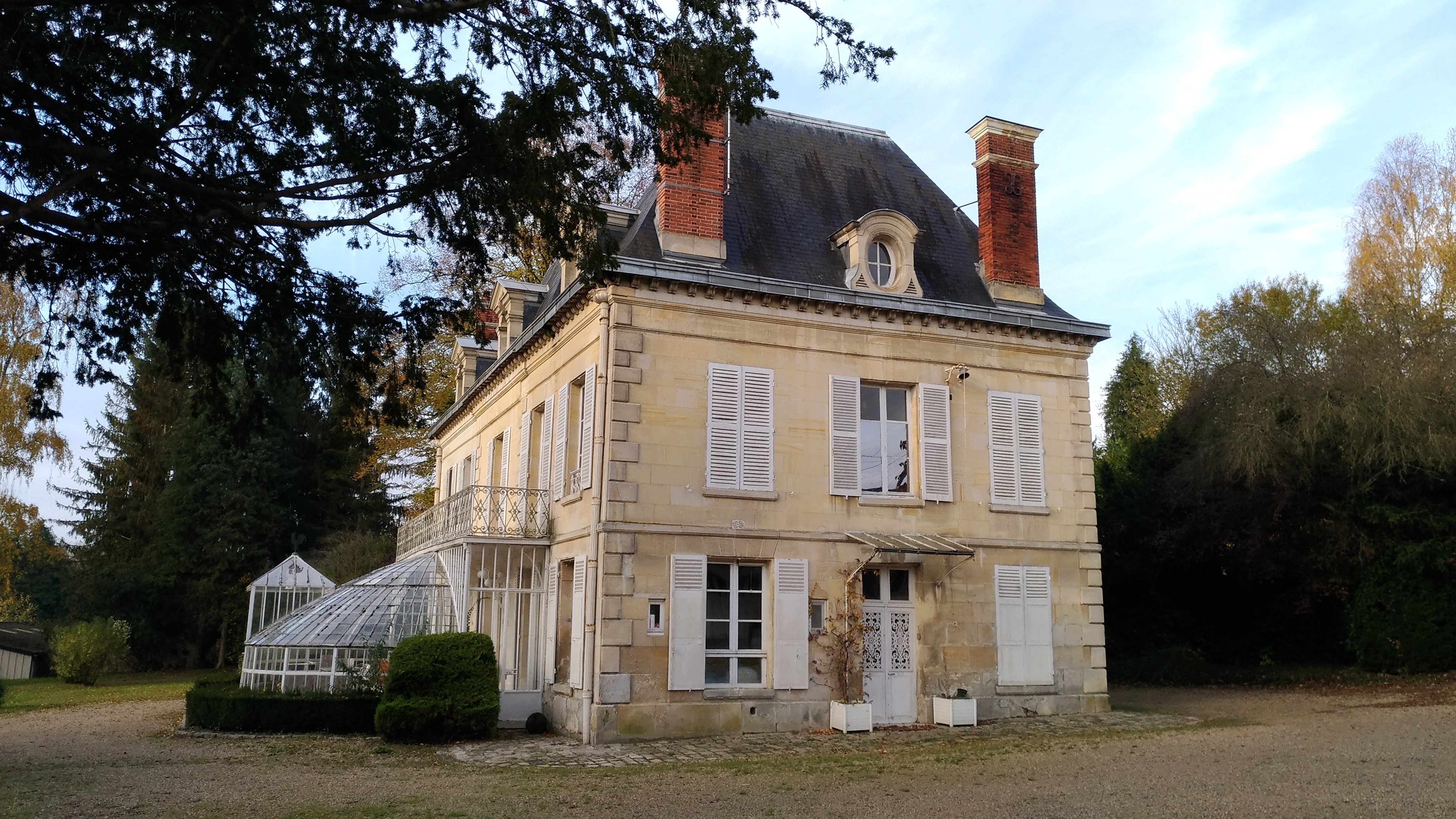
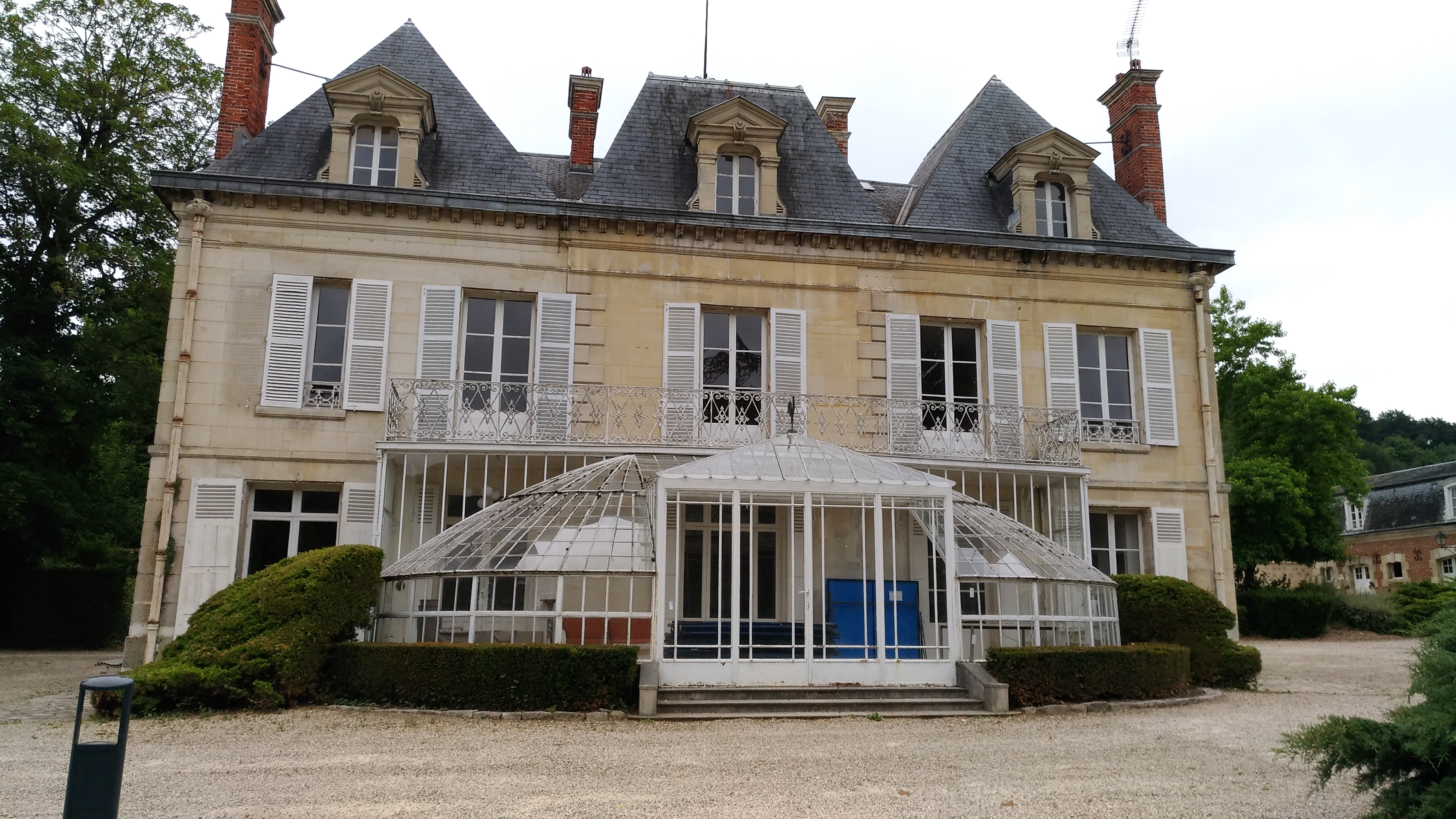
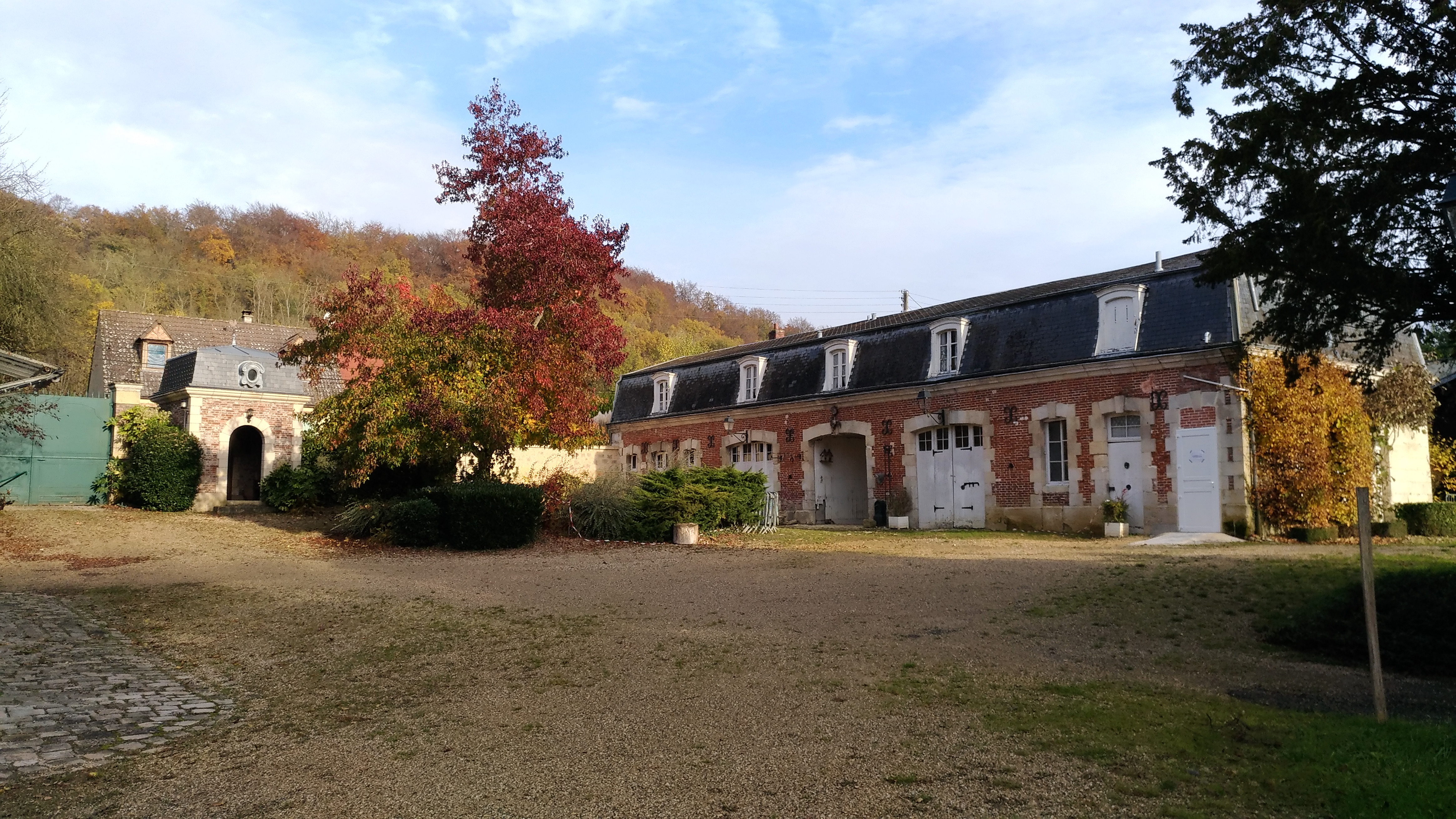
Les communs

- Ferme de Louveaucourt, au hameau de ce nom : connue depuis le Moyen Âge, son pigeonnier est un témoin de l'ancienne seigneurie. La ferme est entourée sur trois côtés par la Béronnelle creusée en 1635. Des du Plessis elle passa aux La Rochefoucauld. Le duc de Liancourt en fit sa ferme anglaise. Vendue comme bien national le 21 octobre 1793 au conventionnel Jacques Isoré, elle est toujours exploitée.

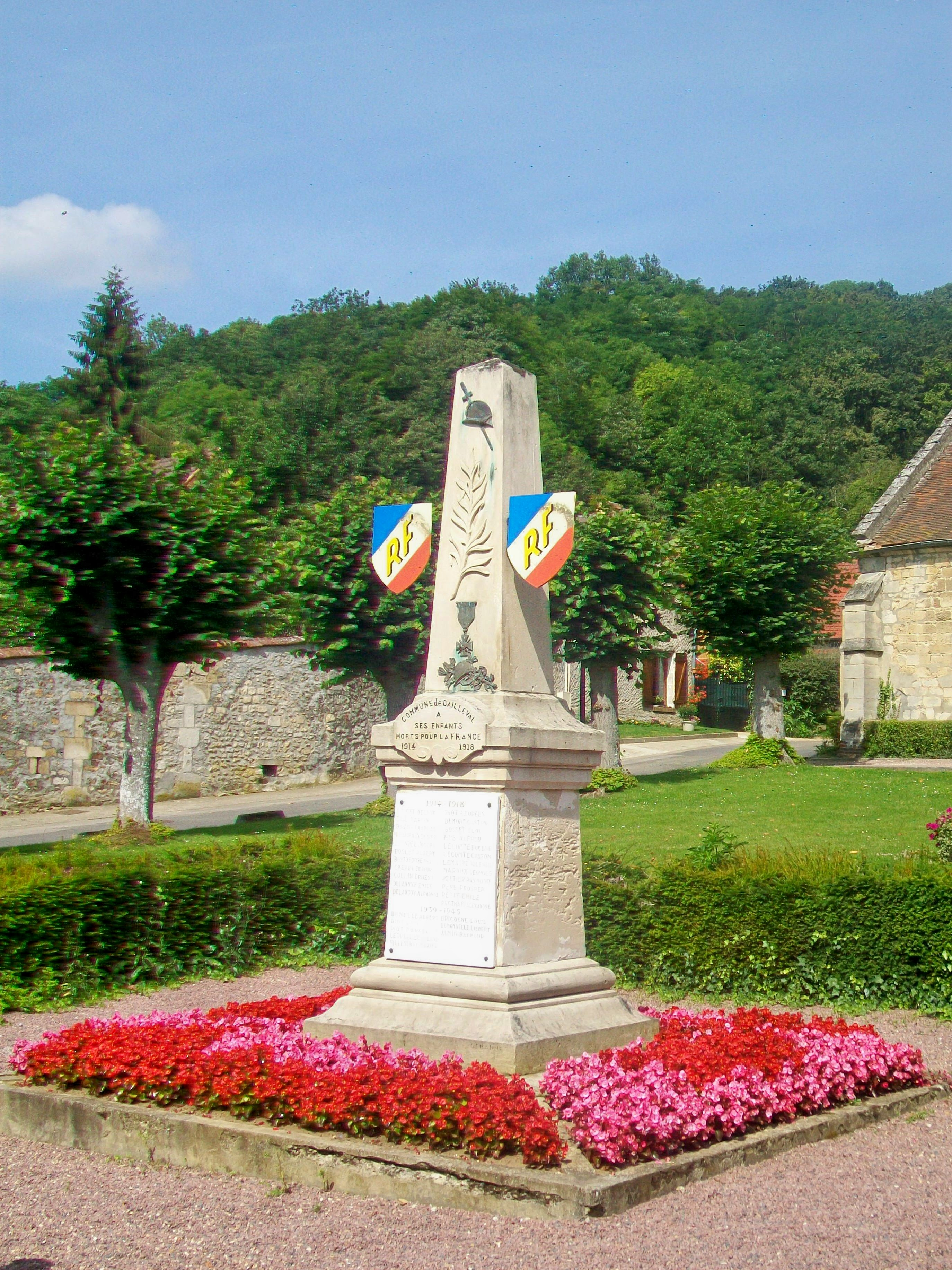
Monument aux morts
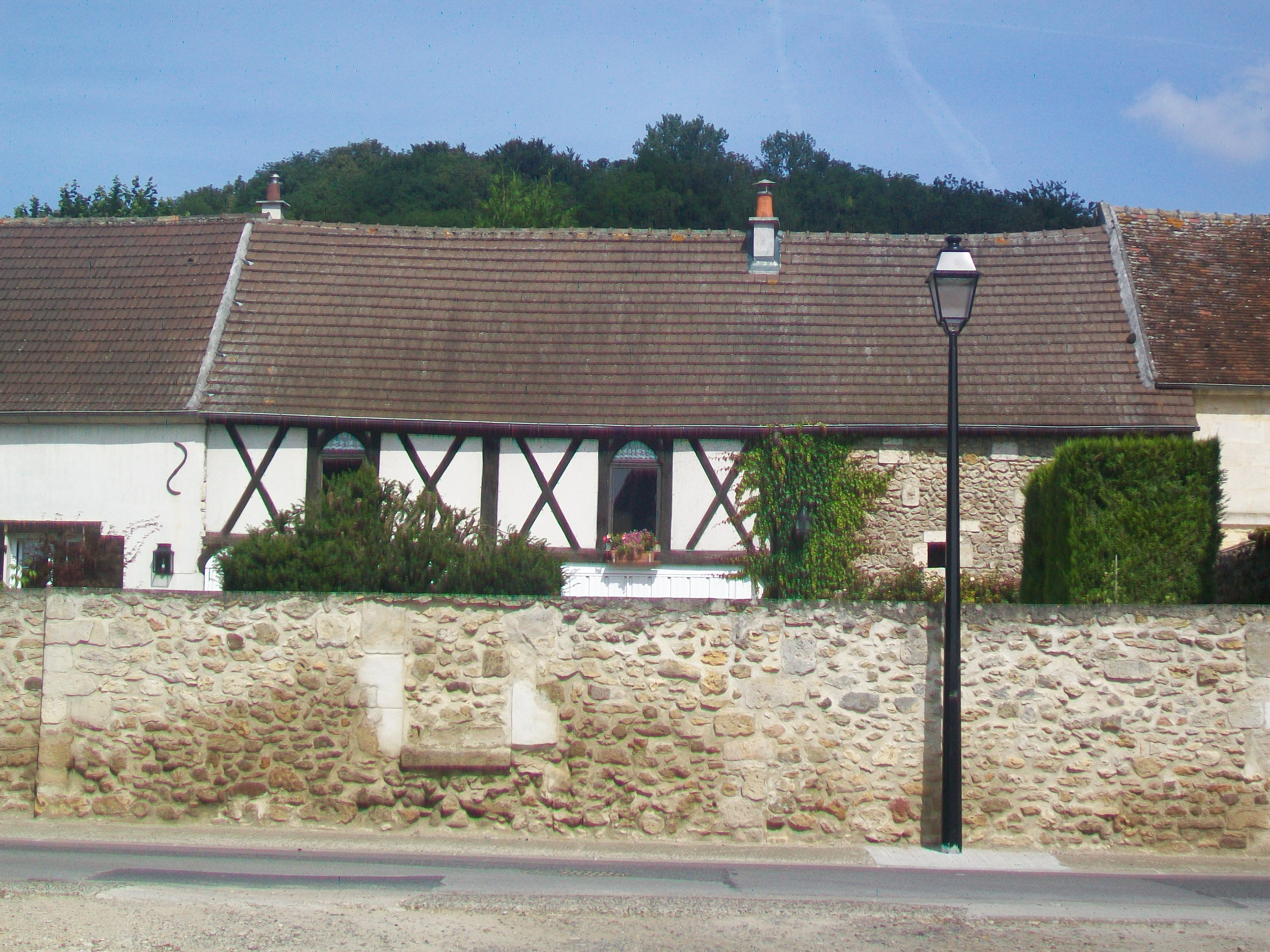
Dépendance en colombages d'une maison de la Grande-rue
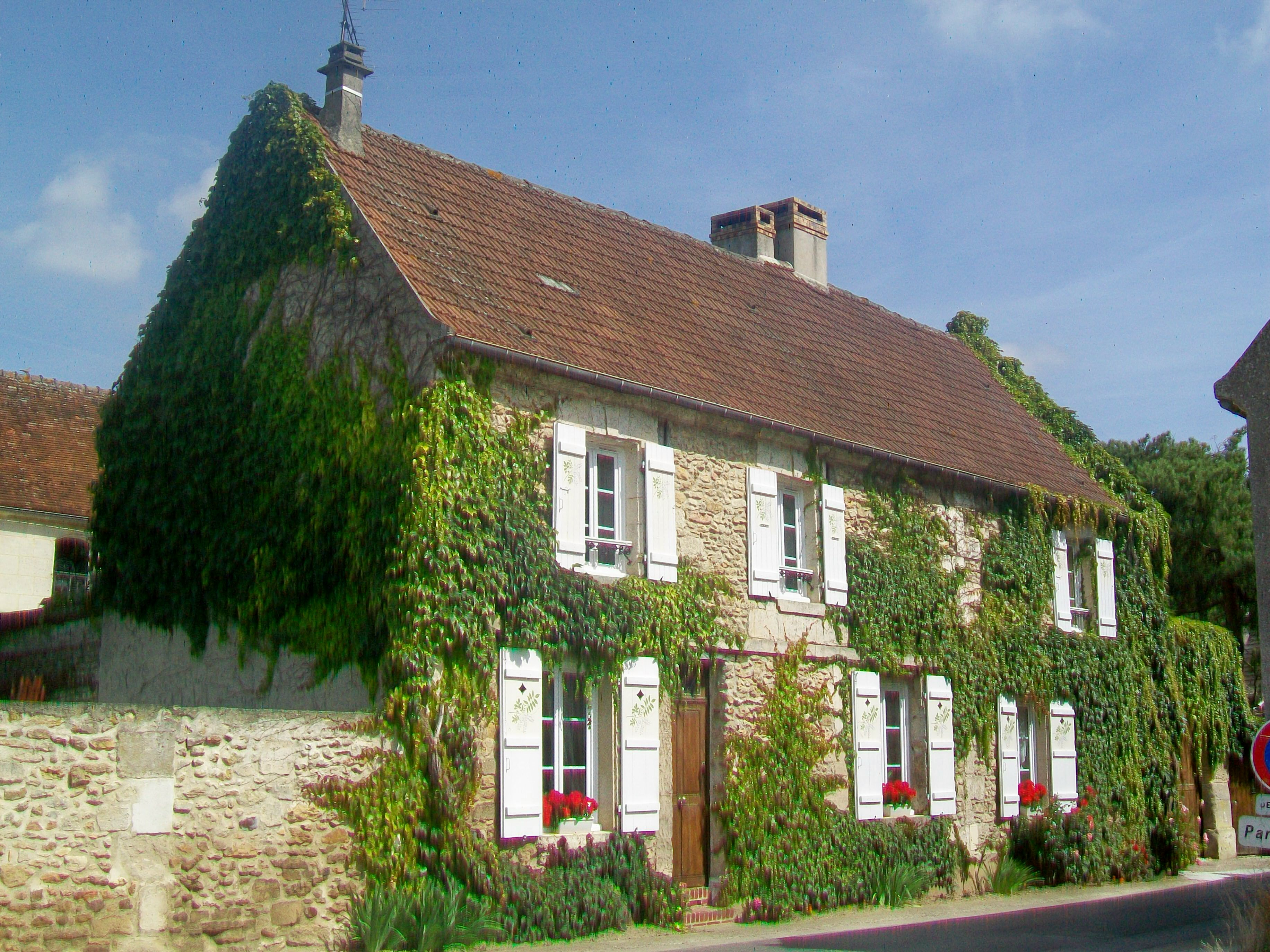
Maison dans la Grande-rue
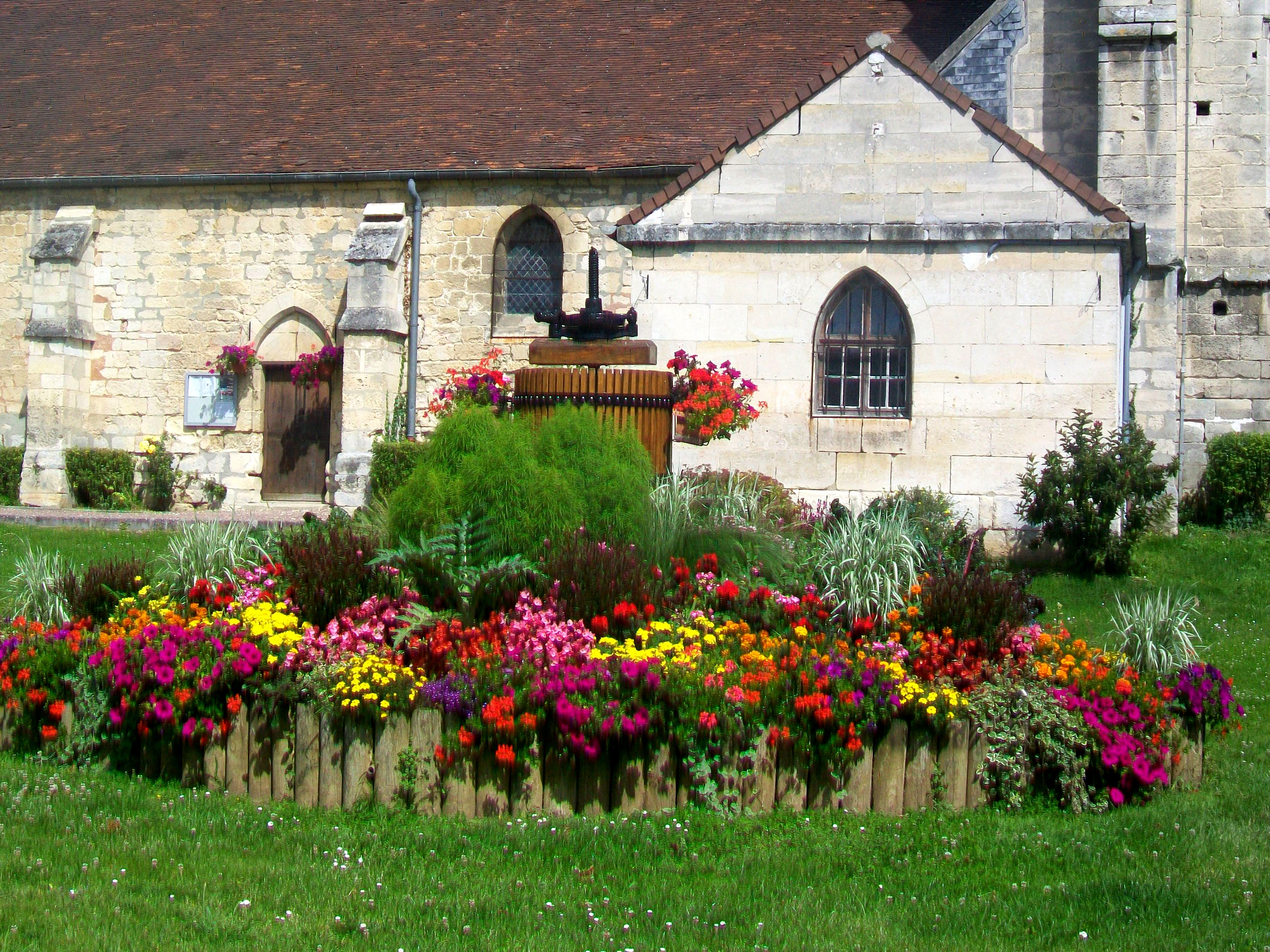
Vieux pressoir devant l'église
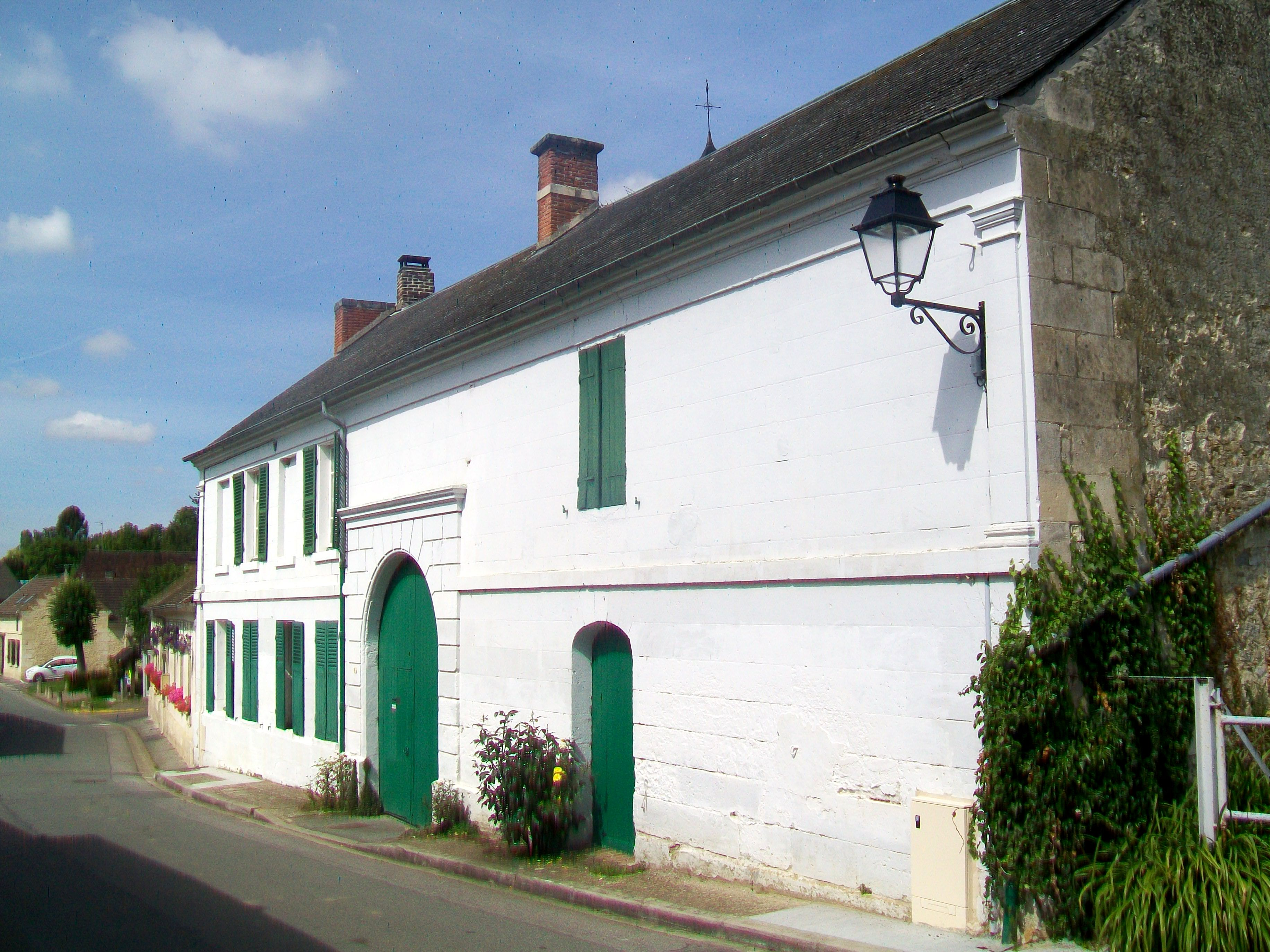
Maison ancienne dans la Grande-rue, près de l'église

### Personnalités liées à la commune
André Lecoq (1929-2012), carrossier et restaurateur d'automobiles, résidait au château du domaine de Béthencourt.

### Héraldique
| Blason de Bailleval | Blason  | De sinople à étaie d’or renversée, abaissée et ondée, chaussée d’azur, accompagnée en chef d’une palissade d’or. |
| Blason de Bailleval | Détails | Le statut officiel du blason reste à déterminer.                                                                 |